# 仮面ライダーSPIRITS
『仮面ライダーSPIRITS』（かめんライダースピリッツ）は、原作：石ノ森章太郎、漫画：村枝賢一による日本の漫画。『月刊マガジンZ』（講談社）にて2001年1月号より連載を開始。同誌の休刊後は『月刊少年マガジン』に移籍し、新たに『新 仮面ライダーSPIRITS』として2009年8月号から2025年9月号まで連載された。
正式タイトルは『仮面ライダーSPIRITS The Legend of Masked Riders』（かめんライダースピリッツ ザ レジェンド オブ マスクド ライダース）。テレビシリーズ化されなかった『仮面ライダーZX』およびそれまでの昭和仮面ライダーシリーズを原典としたヒーローアクション漫画である。内容的には『仮面ライダースーパー1』の最終回後の時間軸を舞台としており、『ZX』の雑誌展開やテレビスペシャル『10号誕生!仮面ライダー全員集合!!』に沿いつつも漫画独自の展開も行っている。

## 制作
本作品は、村枝が休憩時間に仮面ライダーの落書きを書いたことに端を発する。『マガジンZ』の担当編集者が偶然見つけたそのコピーを『テレビマガジン』編集長の田中利雄に見せたところ、これを気に入った田中が石森プロへ相談するよう進言し、連載が決定した。具体的な製作に当たって、村枝は単なるテレビ版の焼き直しにはしたくないとの考えから、平山亨による『仮面ライダーZX』の小説を参考にテレビでは描かれなかった『ZX』の物語を描くことを構想した。しかし、石森プロの河野達央から「1号から描かなくてよいのか」と聞かれ、村枝も同じ石ノ森作品である『サイボーグ009』のテイストを取り入れることを考えたことから、1号からスーパー1までを主役とした第1部を経て本編が開始されることとなった。当初、村枝は単行本2巻程度と想定していたが、各仮面ライダーに平等に見せ場を描いていったため連載期間が長くなっていったという。
登場人物のキャラクター像は、各テレビ作品のイメージを拾うことを心がけている。衣裳もテレビ初登場時のものや劇中で印象に残っているものなどを採用している。怪人についても容姿のほか、鳴き声の再現も行っている。ただし、三影英介についてはライバルとして掘り下げるため、大幅に設定を変更している。
ストーリー中に主題歌などの歌詞を掲載するという演出は、ソノシートを聴きながら絵本をめくる雰囲気をイメージしており、「（作品を読んで）仮面ライダーの歌が聞こえてきた」という読者の感想を受けて取り入れられた。

### タイトル
連載前の予告では『仮面ライダー列伝』というタイトルであったが、村枝はこれを個性がないと思い、当時バンダイの玩具「超合金魂」が発売されていたことから、初期案にあった『仮面ライダー魂』をもとに本作品のタイトルが決定した。当初から滝和也率いる部隊名としても考えられていたため複数形の「SPIRITS」となっているが、本来「SPIRIT」は複数形にならないため造語である。
『新 仮面ライダーSPIRITS』というタイトルは、すがやみつるが仮面ライダーのコミカライズ作品を講談社「テレビマガジン」と秋田書店「冒険王」へ2本同時に描いており、前者のタイトルが『仮面ライダー』、後者が『新・仮面ライダー』だったことに対するオマージュとしてタイトルに「新」が冠されている。

### キャラクターデザイン
登場する仮面ライダーは原作漫画を含めたそれまでの漫画版とは異なり、チャックの位置にあるスリットやマスクのネジなどのディテールも含めて特撮版のスーツに忠実に描かれている。人間のキャラクターは特撮版でそれぞれの役柄を演じた俳優のイメージを残しつつも村枝流にアレンジされている。これに対し、怪人は特撮版のものとはデザインが異なっており、漫画の特性を活かしたデザインへとアレンジされているものが多い。男性のスーツアクターが演じていたために男性体型だった女怪人、特に原始タイガーは変身前の姿キバ一族の母なる魔女=スミロドーンとの設定に従い女体化が施されている。他の女怪人もなるべく女体化が行われている。

## 他作品との関連

### 石ノ森章太郎作品や仮面ライダーシリーズとの関連
仮面ライダーシリーズの『仮面ライダーZX』を元にしているが、再生組織などのそれ以前のキャラクターの登場など、それまでの仮面ライダーシリーズの設定も反映されている。
また、平山亨著小説『仮面ライダーZX オリジナルストーリー』（JUDOという用語の登場）や山田ゴロ版『仮面ライダーZX』(タックルの復活）など、かつての仮面ライダーZXの漫画作品の設定も流用されている。
この他、『スカルマン』（#滝ライダーを参照）など、仮面ライダーシリーズ以外の石ノ森章太郎作品の作品のネタも存在する。
1号からZXまでが客演として登場する『仮面ライダーBLACK RX』と、その前編にあたる『仮面ライダーBLACK』については、村枝が南光太郎（BLACKおよびRX）と秋月信彦（シャドームーン）をそれぞれ『仮面ライダーチップスR』で描き下ろしているが、「本作品ではそこまで描かないし、光太郎と信彦も登場させる予定はない」と発言している。

### 村枝賢一作品との関連
SPIRITS隊員のベイカーは『RED』が初出であり、本作品や『RED』の他にも『ジングルベル・アーミー』などにスターシステムとして登場している。
第3章に登場する讃岐麺太郎や瀬戸内小麦や風味掛之介などは本作品のオリジナルキャラクターではなく、連載当時に営業していた手打ちうどんの通販店舗『讃岐職人屋本舗』のイメージキャラクターである。店主が村枝の元アシスタント出身の元漫画家という縁から、本作品に麺太郎たちが登場することとなった。
本作品を掲載していた「月刊マガジンZ」の企画『ヒーロークロスライン』で村枝賢一は、『ジエンド』を描いている。本作品が『新仮面ライダーSPIRITS』として連載再開した際、同じく『ヒーロークロスライン』の作品の『ウサ探』のぬいぐるみが『新仮面ライダーSPIRITS』へ登場している。

## ストーリー
第1部『仮面ライダーSPIRITS』（第1巻 - 第3巻）
ジンドグマ壊滅から数年後、世界各地で正体不明の怪人に遭遇する9人の仮面ライダーたちを1〜3話ごとに描く。終盤で新たな敵組織「BADAN（バダン）」の存在が明らかになる。
第2部『仮面ライダーZX Forget Memories』（第4巻 - 第8巻）
BADANによる侵攻が本格化したころ、記憶喪失の男・村雨良 / ZXがBADANから脱走した。追っ手と戦う中で村雨は失われた記憶を取り戻し、復讐のためではなく人々を守るために戦う戦士・仮面ライダーZXとして生きることを決意する。
第3部『仮面ライダーZX DRAGON ROAD』（第9巻 - 第16巻、『新』1巻 - ）
ショッカーを始めとする歴代組織を復活させ、日本に総攻撃を開始したBADAN。ZXは9人の仮面ライダーやライダーたちを支援する目的で設立された戦闘部隊SPIRITSと共に、歴代組織や全ての元凶たる大首領JUDOと戦う。
『月刊少年マガジン』に移籍した後連載を始めた『新』では、改造人間として生きる1号の苦悩と2号誕生を描いた番外編を挟んだ後、途中だった第3部が再開される。

## 登場人物

### 村雨 良 / 仮面ライダーZX
第2部以降の主人公。ブラジルの大学に通っていた青年。幼いころに両親を失い、姉の村雨しずかと二人で暮らしていた。セスナの操縦免許を持っており、しずかと共に南米ギアナ高地の上空を飛行していたところをBADANに遭遇・拉致されてしまう。目の前で姉の命をZX実験によって奪われ、自身も改造手術によって完全に記憶を奪われてしまう。第1部第十一話で、BADAN改造人間部隊の隊長・ムラサメ / コマンダーとして登場した。コマンダー期のマスクとマフラーの色は黒色である。
第1部ではBADANの先兵としてストロンガーと対決し、チャージアップ状態だった彼を圧倒するが、超電子ウルトラサイクロンで首から下を吹き飛ばされ、残った首は三影によって回収され、脳髄のみの状態で保管される。
第2部では強化改造手術によってZXとしての新たな身体を与えられる。その後はタイガーロイド（三影）や無数のコマンドロイドたちと共に世界中の軍事拠点を潰しながら大量虐殺を行い、やがてガモン共和国で仮面ライダー1号と激闘を繰り広げる。しかし、やがてBADANに対し不信感を抱き、伊藤博士からBADANこそが自身の記憶を奪った元凶である事実と「海堂博士に会え」という助言を聞き脱走、追手を次々に返り討ちにしながら東京へと向かい、辿り着いた新宿でルミや海堂博士などと出会う。
BADANに記憶を奪われてしまったことで冷徹な印象を与えていたが、BADANの怪人たちと戦う中で徐々に記憶が戻り始め、やがてメモリーキューブを埋め込まれたことで完全に記憶を取り戻す。記憶が戻った後は本来の陽気な性格を取り戻した（滝いわく、記憶が戻る前が本郷に似ているらしく、記憶が戻った後は「気持ち悪いくらいに明るい」）。だが、常識から外れた行動が多く、がんがんじいの「仮面」を素顔だと思っていたりと、天然な部分が散見される。
脳以外の99%を機械化されたパーフェクトサイボーグのその身体は、大首領JUDOが現世に復活するための器として作られたもの。第2部では、その身体とともに一条博士が作り上げ、海堂博士とルミからはめ込まれたメモリーキューブにより、魂がJUDOと入れ替わるのを防いでいた。いつJUDOに身体を乗っ取られるか分からない現状に苦悩するが、第2部終盤で本郷から10人目の「仮面ライダー」の称号を与えられ、姉を始め、ZX実験の犠牲となった人々の無念を晴らすべく、「仮面ライダーZX」として命ある限り戦うことを誓う。
「最後の者」を意味する「ZX」の名が示す通り、そのスペックは高く、1号ライダーに半壊させられた身体を一瞬で自己再生し、その直後にZXキックで1号・2号に大きな大ダメージを与えた。ただし、これほどのスペックを完全に発揮するためには全身が赤く発光していなければならず、基本的には発光するためには特定ポーズを取らなければならない。記憶を取り戻す以前はバダンの調整を受けて高いスペックを持っていたと言われるが、「痛覚の喪失（脱走のちに回復）」など、記憶とともに彼が喪失感に苦しむように意図的に調整されていた模様。
髪型は特徴的な天然パーマで、コマンダー時代は完全なパンチパーマだったが、戦いとともに徐々にクセが抜け、現在では軽いパーマ程度になっている。1号ライダーとの初対峙の際に受けたライダーきりもみシュートをのちに会得する、スーパー1の赤心少林拳の一部“梅花の型”を再現するなど、修得能力に長けているようである。
第3部では全国各所にて再生怪人と奮戦している先輩ライダーのもとに駆け付け、共に戦うことで彼らの生き様と触れ合ううちに成長していく。
第3部開始時点では、がんがんじいと共に北海道に向かい、摩周湖でスカイライダーと共闘。ゼネラルモンスターと魔神提督を倒し、残党の処理をスカイライダーに託して10分隊と共に京都に移動する。東寺でガラオックスによる作戦を潰すと同時に2号ライダーと協力してブラック将軍を倒し、ゲルショッカーを壊滅に導く。
その後、10分隊と別れてライダーマンと共に瀬戸大橋から時空魔法陣を通って四国に移動。香川県で志郎と藤兵衛と合流し、キバ一族を倒す。四国全土を覆う黒雲が放つ特殊な電磁波によって力を20%以下にまで封じられてしまうが、新技・ZX穿孔キックを編み出したことで徳島でツバサ大僧正を除くツバサ一族を壊滅させ、V3の待つ高知県に向かう。高知県では、3幹部を倒して成長を志郎に見せた。その後、ツクヨミに導かれ「虚無の牢獄」内でJUDOと交戦し、JUDOの振るう全ライダーの力に苦戦するが、JUDOが変身したライダーたちの力は元々のスペックに頼ったものでしかないと見破り、彼に初めて恐怖の感情を与え、ツクヨミの手で牢獄から脱出。スーパー1が残したVジェットで時空魔法陣を超えて月面から島根に駆けつけ、10分隊と合流してXライダーを助ける。
アマゾンと6分隊の救援で沖縄に移動し、アマゾン化したゼロ大帝と戦う。ギギとガガの腕輪による破壊の光に呑まれて消滅しかけるが、無事生還。さらに、富山でXライダーと合流し、青森でスカイライダーやスーパー1とも合流。赤心寺でクレイジータイガーを倒したのち、青森市街でテラーマクロ・悪魔元帥の決着をつける一也を見守った。
ドグマとジンドグマの鎮圧後は、ほかのライダーより遅れて東京に到着し、岩石男爵配下の戦闘員に囲まれた石倉五郎を救っている。岩石男爵を1号との共闘で撃破した後、五郎と共に時空魔方陣に飛び込んで海底のショッカー基地に突入し、地獄大使率いる怪人軍団との戦いに向かう1号をサポートし、自身はゾル大佐・死神博士と戦闘を開始する。
乗用しているマシンは、三影が乗っていた特殊戦闘バイクを戦闘時に奪ったものだったが、『新 仮面ライダーSPIRITS』第7話で緑川ルリ子を救出後に大破した。その後、そのマシンはルリ子が海堂博士に「ABSシステム」を届けた際、滝によって村雨邸に待機していた立花藤兵衛のもとに届けられ、立花藤兵衛と谷源次郎の2人によって改造サイクロンのエンジンを移植することで修理・調整され、ZX専用マシンとして完成し、XライダーとがんがんじいによりZXの元に届けられた。JUDOの牢獄に繋がる魔法陣突入の直前、ZXによって「ヘルダイバー」と名付けられた。
村枝は、「ZX」という名称の意味付けを物語に取り込むことが本作品でもっとも生みの苦しみを感じたと述べている。初期にスズキ・カタナを使用していたのは、リトラクタブル・ヘッドライトが特撮ヒーロー風であることと、忍者ライダーという設定から「心」を失った「忍」という連想で「刃」をイメージしたことによる。

#### 本作オリジナルの必殺技
ライダーきりもみシュート
本来は1号の必殺技。第2部第二話で1号からこの技を受けた際、会得した。
ライダーダブルシュート
竹トンボシュートとの合体技。第3部で、ゼネラルモンスターと魔神提督を同時に倒したZXのライダーきりもみシュートとスカイライダーの竹トンボシュートの同時攻撃。
ライダー車輪
本来は1号・2号の合体技。第2部で2号の脳波誘導のもと、1号とともに使用し、ショッカーライダーを倒した。
ライダーダブルキック
ライダー車輪同様、本来は1号・2号の合体技。第3部で2号とともに使用、ヒルカメレオンを倒した。
ZX穿孔キック（）
全域を包む特殊な電磁波のため、本来のZXキックを出せない四国でツバサ一族に敗れた後、立花藤兵衛の特訓によって開眼した技。怪人を抱えずにライダーきりもみシュートを放つことで凄まじい竜巻を発生させ、渦の中心に巻き込まれた何体もの怪人に向かって上昇しながら、さらなる回転を加えたキックを放ち、全員を一気に破壊する。ツバサ大僧正を除き、対戦していたツバサ一族の全怪人を撃破した。その後も吸血マンモス、死人コウモリ、ザリガーナのデストロン3大幹部を纏めて撃破した。また、月面の虚空の牢獄でJUDOがV3の姿の時にV3スクリューキックと相対する形で使用し、JUDOがZXの姿の時、本来のZXキックの打ち合いの際にも使用している。
梅花の型
本来は仮面ライダースーパー1が使う赤心少林拳の型の一つ。JUDOが変身したスーパー1に対して使用した。
ZXかげろう崩し
敵の目の前に分身を映し出し、怯ませた隙に分身の中を擦り抜けながら電磁ナイフで切り裂く技。島根県でGOD神話怪人4体を纏めて倒した。命名はベイカーだがヒューリィにはイマイチと評され、ZX自身も少し呆れていた。
ダブル大切断
アマゾンとの連携技。自身の武器である電磁ナイフとアマゾンの大切断で相手を木っ端微塵に斬る。キノコ獣人を倒した。

### 本郷 猛 / 仮面ライダー1号
ショッカーやゲルショッカーから日本を守った最初の改造人間。「はじまりの男」と呼ばれる。
第1部でニューヨークに現れ、滝和也と共に大コウモリ怪人（ペトレスク神父）を倒したことで新たな戦いが始まる予兆を感じた。
第2部で当時BADANの尖兵だったZXと対決し、最後は2号ライダーとのライダーダブルキックで破壊できるところまで追い詰めるが、タイガーロイドが身を挺して庇ったため、未遂に終わる。その後、サザングロスにおける敬介の救出に、一文字やアマゾンとともに乗り込む。その際、復活したモスキラスやシオマネキングのショッカーの再生怪人を「強化された別物」と悟って対峙。
第3部序盤にて東京都で再生ゾル大佐、再生死神博士、再生地獄大使率いる再生ショッカー怪人軍団と戦闘を開始する。戦闘中、援護にきた一文字と共に乱入したデルザー軍団に苦戦する。

### 一文字 隼人 / 仮面ライダー2号
ショッカーやゲルショッカーから日本を守った2人目の改造人間。
第1部でガモン共和国の未だ止まない軍人たちの戦闘を懸念しながら戦場カメラマンとして活動していたが、BADANの侵攻によって再び仮面ライダーとして前線で戦うことを決意。「力の2号」としての一面だけでなく、明るくコミカルな性格で子供好きな一面が色濃く現れているのが、本作品での特徴。第1部でクモロイドからも敵ながら称賛され、戦闘能力の高さも健在であった。
第2部ではBADANに再び襲われたガモン共和国の真美のもとに駆け付け、単身で奮戦。その後、1号ライダーと共にZXにライダーダブルキックを放つが、身を挺したタイガーロイドによって阻まれた。
第3部では、京都府において再生ブラック将軍率いる再生ゲルショッカー怪人たちと戦闘する。ZXとの共闘で鎮圧するが、再生ヒルカメレオンとの戦いにおいて、一時は療養が必要となるほどまでに吸血されてしまう。しばらくして、東京で戦っている本郷の援護に向かい、間一髪でデルザーの鋼鉄参謀から本郷を救う。スーパー1と共に鋼鉄参謀やドクロ少佐に立ち向かう。

### 風見 志郎 / 仮面ライダーV3
デストロンから日本を守った3人目の改造人間。
第1部では、エジプトで行方不明になった発掘調査隊を調査していた。結城とは気心が知れた仲であることが強調されている。本作品ではクールかつストイックな性格を強調。特に境遇が似ている良には厳しく接し、改造人間として生きる意味や仮面ライダーとして戦う覚悟などを、度々問い掛けている。
第2部では、暗闇大使によって金縛りにされた1号・2号を間一髪のところで救出。その後、復讐心に駆られて我を忘れたZXと対決し、互いの必殺キックをぶつけ合って大ダメージを負った。この時は復讐に囚われた良を同じ仮面ライダーとして認めず、仲間とすることも拒否するが、滝やルミの言葉、良の中にある復讐心以外の「戦う理由」を垣間見たことから、しばらく様子を見ることを決意。
第3部では孤立した四国でサザングロスと戦い、ダブルタイフーンの左側を損傷。四国全域を覆う特殊な電磁場によって本来の力を出せずに焦るZXに、再び仮面ライダーとはどういったものかを語り、再起するきっかけを与える。不完全な体で再生デストロン軍団を、残る力を振り絞ってその性能をフルに活かして制圧。特訓によって新たな技を習得し、助っ人に駆けつけたZXの活躍を見届け、その成長に目を細めると同時に、初めて10人目の仮面ライダーとして認めた。後事を親友である結城に任せ、自らは姿を見せたJUDOに対し、相打ち覚悟の全力攻撃を敢行、JUDOに痛打を与えて四国を開放することに成功する。幸い死ぬことはなかったが、その反動で変身不能に陥る大ダメージを負ってしまう。その後は、結城に託されたカセットアームを頼りに静岡へと移動し、再生ブラックサタンとの戦いで苦戦気味であった茂の援護を行った。
ブラックサタン鎮圧後は1号・2号と合流すべく茂とともに東京に姿を見せる。隊長ブランクと対峙するストロンガーの援護をするが、本郷たちと合流できない現状に苦戦し、戦闘員と戦っている間にはぐれた先でシゲル、純子と再会、石倉育英会の姉ちゃん先生たちと合流した。ジェットコンドル（暗黒大将軍）によって集められた人々を救いださんと地下鉄構内に潜入するが、ジェネラルシャドウが置いていったヘビ女に発見される。自分を追ってきたシゲル・純子を逃がそうとハッタリを駆使して時間稼ぎをし、人々を虐殺せんと加速を始めたジェットコンドルにロープアームで取り付いた。そこをサイクロンで駆け付けた1号・2号のタイフーンからエネルギーチャージを受けて「変身」する。
村枝は、本作品での風見志郎は『V3』のライダーマン編でのうらぶれた感を前面に押し出していると述べている。また、描くのに最も手間がかかる仮面ライダーとしてV3を挙げている。

### 結城 丈二 / ライダーマン
デストロンから日本を守った4人目の改造人間。
第1部でプルトンロケット爆発からの生還劇とタヒチにおけるアンリとの出会いを描いている。科学者とあって他の仮面ライダーのメンテナンスも行っている。本作品の設定として、研究員時代はデストロン機械合成怪人軍団の武器や能力などは、結城が開発に関わったことが示唆されている。
第3部では、四国（愛媛県）でヨロイ一族と交戦、再生ヨロイ元帥を追って高知に向かう。変身不能に陥った志郎のために自身の右腕をその場に置き、BADAN本拠地に潜入。
富山湾で再生悪魔元帥が繰り出したバダンシンドロームを繰り出す「幻影の竜」を消滅させる大役を果たしている。志郎に託したのはカセットアームのみで、ヘルメットは所持しており、「幻影の竜」制御の折には変身し、新たに開発した「コントロールアーム」によって制御し、青森へと導いた。だが、この制御によって時空破断システムの生体コンピューターのうちの3割が脳死した。結城自身はこのシステムを利用して大首領を倒す準備を進めている。また大首領JUDOと対峙する中で、かつて学会にいたころに自己保身な世間から受けた仕打ちに怒りを覚え、スカウトとして赴いたヨロイ元帥の勧誘を受けてデストロンに参加したものの、本当はユートピアを作ることが目的ではなく、子供のころから誰からも必要とされない存在だったゆえにそうすることで自分の心の中にあった孤独を埋めたかったという理由が明かされている。

### 神 敬介 / 仮面ライダーX
GOD機関から日本を守った5人目の改造人間。深海開発用改造人間「カイゾーグ」でもある。
第1部にて、スペインで海難事故の調査でグレコ老人に接近し、身の回りの世話や船仕事などの手伝いとして住み込んでいた。そこでアンリや滝と対面するが、滝からは不興を買う。冷めた態度を見せるがそれは本質ではなく、実際は熱さも思いやりも持つ。周囲に対して一歩引いて接するのも、かつて大切な人を次々と失った心の傷によるものであり、これ以上誰も失いたくないという思いからきているもの。
第2部では、海底に沈んでいた銀のドクロを回収に現れたコマンドロイド部隊を追跡調査中、タイガーロイドに左腕を切り落とされ（のちにアマゾンが回収）、要塞サザングロスに捕らわれの身となった。さらには、他のライダーたちが救出にくることを見越した暗闇大使によって胸部に「肉の種」を植え付けられ、操り人形と化してアマゾンライダーに襲い掛かったが、「肉の種」を取り除かれたことで正気を取り戻した。
第3部では、山口県・秋芳洞でキングダーク2号機を守るGOD悪人軍団と戦闘。ZXやSPIRITS第10分隊とともに、組織を鎮圧。その後、インターポールの佐久間にタイガーロイドと戦った際の情報を提供しており、現在は石川県でジンドグマと戦う一也＝スーパー1の援護に向かい、SPIRITS第九分隊と合流。富山県に現れた悪魔元帥のもとに向かい、スーパー1とも合流した。竜とともにスーパー1が消えた直後にやってきたZXと第10分隊とともに、青森に移動。ドグマとジンドグマの鎮圧後は洋とともに東京へと向かい、ドクターケイトに立ち向かう。
ベルトには武器のライドルを修復する能力もあり、タイガーロイドとの戦いでグリップを残し燃え尽きてしまったが、ベルトのバックルに収納することで完全修理している。また、マーキュリー回路停止という非常時には「セタップ」と「大変身」を使い分けられることも加えられている。

#### 本作品オリジナルの必殺技 (X)
水中での真空地獄車
キングダーク2号機に対して使用。『S.I.C. HERO SAGA MASKED RIDER X EDITION -ゼウスの息子-』で使用された水中地獄車と同様の技。

### アマゾン（山本 大介） / 仮面ライダーアマゾン
ゲドンやガランダー帝国から日本を守った6人目の改造人間。第二の故郷・ブラジルに帰国後は現地ガイドを営んでいた。テレビ版同様、本名である「山本大介」の名前は本編中には登場せず、一貫して「アマゾン」と呼ばれている。
言葉遣いは、テレビ版後半や『ストロンガー』客演時で見せたような流暢さを身につけた設定は破棄され、前半時の片言混じりに統一されている。性格は野生児ゆえに子供のように無邪気で人懐っこい。テレビ版最終回（第24話）で入手したガガの腕輪は、愛車・ジャングラーのカウル内に収納されていた。他のライダーに比べ、良との友情や信頼関係はいち早く熱い一面を見せており、良を信じて自身の技でもあるモンキーアタックを伝授している（その証拠に、ZXと組んで戦った時の相性は抜群であった）。
第1部では、超天才児のビクトル・ハーリンと共に向かったギアナ高地での戦いの中、かつてテレビ版でマサヒコと「トモダチ」になったように彼との友情を育み、孤独から救った。トカゲロイドに対し、テレビ版でゼロ大帝を葬った「スーパー大切断」を使用したが、アームカッターを巨大化させて威力を増強した演出もなされている。
第2部では、一文字の台詞によれば単独行動が多いらしく、要塞サザングロスに捕らわれた敬介のもとに現れる。しかし、「肉の種」で操られた敬介＝Xライダーに襲撃されて危機に陥るも、その場に現れた伊藤博士の助言で胸部の「肉の種」を取り除き（胸の一部ごと強引に噛み千切っている）、救出している。後日、地中海の海底に敬介の左腕を回収するといった離れ業を披露。先の「肉の種」を摘出時に涙を浮かべており、友情や肉親間の繋がりを大事にする彼の想いが強調されている。
第3部では熊本県・阿蘇山火口を舞台に、ガガの腕輪を奪われつつも再生十面鬼ゴルゴス率いる再生ゲドン、そして再生ガランダーを相手に戦闘。のちに第10分隊と合流し、ZXと協力してガランダーの獣人たちと戦う。だが、その途中でニードルの針に操られて巨大化・暴走したモグラ獣人に、腕輪を装着した左腕を切断されて瀕死の重傷を負い、仮死状態に陥る。ZXのほか、滝、ゴードン、ビクトル、マサヒコの活躍によってギギ・ガガの腕輪を装着した左腕の奪回に成功。奇跡的に復活を果たし、ゼロ大帝に反撃を開始し、撃退へと追い込んで組織を鎮圧する。
現在はほかのライダーたちと合流すべく東京に到着し、狼長官との戦闘を開始。
まだら模様はCGではなくスクリーントーンで表現している。村枝はCGではこれを表現することはできないと述べており、スタッフの技術を評価している。

#### 本作品オリジナルの必殺技（アマゾン）
ダブル大切断
ZXとの連携技。大切断とZXの電磁ナイフで相手を斬る。

### 城 茂 / 仮面ライダーストロンガー
ブラックサタンやデルザー軍団から日本を守った7人目の改造人間。
ジンドグマ壊滅後は日本に戻り、神奈川県三浦市内で藤兵衛の経営する立花レーシングクラブで住み込みで働く傍ら、岬ユリ子の墓を守っていた。
性格はテレビ版の初期設定だったニヒリズムかつ荒い性格のもので、テレビ版後半や『仮面ライダー (スカイライダー)』客演時に見せた温和で大人びた言動は一切見せない。加えてやや直情思考な設定も加えられており、ピンチにも虚勢を張る姿勢も見せていた。
第1部第十一話・第十二話で、コマンダーだった良率いる改造人間部隊に苦戦して満身創痍になる。しかし、かつてユリ子がそうだったように、命を落とす覚悟で超電子ウルトラサイクロンでコマンダーを部隊ごと破壊した。
コマンダーの一件からZXを敵視するようになり、第2部第三話でほぼ同じ顔であるコマンドロイドに対し、必要以上に敵意を剥き出しにして徹底的に破壊。
敬介救出時には、スカイライダーの助けで上空に浮上したサザングロスから1号・2号を救出。
その後、東海地方の自衛隊駐屯地が再生ブラックサタンに壊滅させられた後で遅れて到着したが、何も守れなかった悔しさのあまり、1号ライダーの制止も聞かずに変身する。その際、ZXが1号ライダーとともにいると知り、東京に移動。ZXと戦い、本気で倒そうとするが、その最中にZXが身を挺して心中を図った一家を救う姿を見て、かつてBADANの尖兵であった彼ではないことを悟り、東海地方に戻っていった。
第3部で、富士山山麗で再生百目タイタンとデッドライオンの率いる再生ブラックサタンと交戦。再生タックルとの戦いでは生命装置を損傷してしまうが、かつての親友・沼田五郎に重ねた奇械人・再生スパークの装置を移植して復活。再生百目タイタンを仕留め、組織を鎮圧する。現在は志郎とともに東京に姿を見せる。隊長ブランクとの戦いの中、過去の記憶が残って自分を憎む改造魔人との再戦によって戦意を増す。
村枝は、本作品での城茂は『ストロンガー』前半の荒くれ者のイメージを押し出している。

#### 本作品オリジナルの必殺技（ストロンガー）
超電子ウルトラサイクロン
かつて、タックルが使用した自爆技ウルトラサイクロンの超電子バージョン。ストロンガーが使用しても自爆技となるが、再改造によって埋め込まれていた超電子ダイナモが自爆に導くはずだった余剰エネルギーを押さえ込む形となり、自滅は免れた。
STRONGER
元々はブラックサタンの改造手術失敗によって命を落とした友人・沼田五郎の考案した、茂とのアメフトによるコンビネーション。五郎の投球と茂の優れた俊足の連携によってゴールを決める技だが、学生時代に試合で失敗に終わっている。再生スパークの生命装置移植で復活したストロンガーが、再生百目タイタンの雷撃を受けたカブトローの加速と志郎の放ったパンツァーファストによって「STRONGER」を敢行し、再生百目タイタンを倒すことに成功した。

### 筑波 洋 / スカイライダー
ネオショッカーから日本を守った8人目の改造人間。本作品では10人ライダー中、最年少という設定を活かした若々しい容姿にデザインされている。優しさや爽やかさ、人の良さが前面に押し出されているのが本作での特徴。
第1部第十三話で、BADANがボーヒネン博士を狙うと考え、がんがんじいとともにノルウェーを訪れて警護に当たる。
ドクガロイドと空中戦を繰り広げるが、猛毒の鱗紛攻撃の前に重力低減装置を損傷させられ、墜落してしまう。中毒症状に陥って一度敗退し、フレイアの解毒能力によって回復後、ボーヒネン博士によって再改造させられそうになった彼女を助け出す際、彼女と同じ解毒能力を得た（偶然かつ一時的）。ドクガロイドとの再戦の際には鱗紛攻撃を克服し、ライダーブレイクを敢行した。まだ自己修復が済んでいない重力低減装置の代わりに、特技のハンググライダーを用いて追撃し、上空から大回転スカイキックを放って撃破した。ドクガロイドが言い放った「人間は弱いから裏切り、奪い合う。弱いから恐れ、殺し合う。それが人間だ」という言葉に対し、その現実を認めながらも仮面ライダーとして人類のために戦うことを改めて決意。
結果として、フレイアから兄・フレイを奪ってしまったことに対して謝罪の涙を浮かべるなど、テレビシリーズの心優しく涙もろい性格は健在である。それゆえにZXこと村雨良と最初に心を通わせる仮面ライダーになった。
第2部では、ストロンガーを連れてサザングロスからXライダーとアマゾンライダーを救出。
第3部では、北海道に陣取った再生ネオショッカーに立ち向かう。ZXと共に再生怪人部隊を撃退後、「仮面ライダー」の名を語ることに躊躇する良を叱咤激励した。その後、再生した大首領を相手に奮闘し、大首領の弱点である右足に大ダメージを与えたが、爆発の勢いで生死不明となってしまう。無事に生存が確認されたのは、行方不明になったその日から6日後、かつて改造手術を施した命の恩人・志度敬太郎に救われてからのことであった。
重傷から回復した現在は、石川県で戦うスーパー1に代わってドグマを鎮圧すべく東北に到着。ZX、Xライダー、スーパー1と共にドグマを鎮圧した後は、東京の1号・2号の援護に向かい、その際に荒ワシ師団長の攻撃から滝を救うも手傷を負う。
罪悪感に苦しみつつも、亡き父代わりとして自分を案じる志度に対しては「博士」ではなく、あえて「志度ハングライダークラブ」の「会長」と呼ぶなど、彼を気遣う姿が見られる。
村枝は、筑波洋の人物像は『スカイライダー』の番組自体が原点回帰を目指していたため突出した個性が求められていなかったため他の仮面ライダーとの描き分けに苦心したといい、演じた村上弘明の当時の若さを押し出すことで本郷猛との差別化を図っている。

#### 本作品オリジナルの必殺技（スカイ）
ライダーダブルシュート
ZXのライダーきりもみシュートと竹トンボシュートとの合体技。第3部で、再生ゼネラルモンスターと再生魔神提督を倒した合体技。

### 沖 一也 / 仮面ライダースーパー1
ドグマ王国やジンドグマから日本を守った9人目の改造人間。第1部第十五話ではテレビ版最終回（第48話）の設定を踏まえ、本来の惑星開発計画の仕事に戻って月面基地の建設に従事していた。
第2部では、志郎や結城と共に良の窮地に駆け付け（テレビスペシャルでの俳優顔出し対面の再現）、3人で同時変身を披露。冷熱ハンドの超高温火炎や赤心少林拳“梅花の型”を披露するも、一時的に良の身体を乗っ取ったJUDOによって金縛りに遭い、動けなくなってしまう。第二十話では、ヤマアラシロイド側に付いたZXと対峙。ライダーマンのロープアームにエレキ光線を放つ合体技を披露したり、ヤマアラシロイドの棘攻撃を“梅花の型”で防いで、村雨の復讐心を煽るヤマアラシロイドに対し、テレビ版同様に毅然とした態度を貫いて見せた。
第3部では、東北地方で再生ドグマ怪人軍団、北陸地方で再生ジンドグマ怪人軍団を相手に戦う。東北でドグマと戦っていた際、宇宙空間に留まっていたZXに通信連絡でVマシンを貸し与え、ZXの地球帰還に協力している。
石川県医王山でジンドグマの幹部怪人と戦っていたが、4幹部の長期戦に持ち込まれ、チェックマシンによるメンテナンスが受けられず、身体機能低下を計られ苦戦の状況に陥った。その中、チェックマシンを用いて応援に駆け付けた谷とチョロの助けもあり、事なきを得た。しかし、悪魔元帥の稲妻電光剣から発せられた稲妻による竜の映像に伴うバダンシンドロームの影響を受け、精神と肉体が分離した状態となってしまう。その後、結城の「幻影の竜」制御によって青森県まで運ばれ、津軽工業高校ねぶた製作部に助けられたが、バダンシンドロームの影響で変身できずにいた。
一也＝スーパー1以外のライダーは、望まずに改造された、組織によって瀕死状態にされたり近親者や友人が殺されたという様々な要因によって免疫が存在しているようだが、自分から望んで仮面ライダーになった一也には免疫はないようである。だが、もう一つ理由があり、スーパー1は赤心少林拳の気功を使うために、ほかのライダーとは違って神経が末端までボディに張り巡らされていた。今回のバダンシンドロームは神経組織に恐怖のプログラムが隠されており、神経から脳へと侵食する。そのため、バダンシンドロームに罹災した。通信能力が回復・作動し始めた時、ZXから竜を服従させていたJUDOのいくつかの記憶を受信し、反対に脳から神経へと浄化されてスーパー1の能力を取り戻した。
カイザーグロウとサタンスネークの合体怪人を倒した後、敬介や洋とともに関東に向かい、鋼鉄参謀とドクロ少佐に追い詰められた2号ライダーを救う。

#### 本作品オリジナルの必殺技（スーパー1）
桜花と梅花の合体技
一也の梅花と義経の桜花の合体技。スーパー1へ変身不能となった一也が、地獄谷五人衆の1人・ヘビンダーを倒すために使用。
桜花
「梅花」が防御に徹して相手の気を外へと誘う守りの拳であるのに対し、「桜花」は敵の攻撃を躱さずにその力を利用して、すべての気を鋭い点に集めて真芯を切り裂く防御を捨てた必殺拳。一也は義経の上記の「桜花」によって会得し、カイザーグロウとサタンスネークの合体怪人にスーパー1の戦闘起動は0.1秒しか出来ないという制約の中、呼び出したVハンドのうちの4種の腕に憑依した師や2人の友と自ら（スーパー1への改造のため、自ら望んで死んだ一也自身）の梅花に守られながら放ち、最後はスーパー1の駆動限界を迎えて変身が解けながらも一也が放った「スーパーライダー梅花二段蹴り」で勝利する。それには、復帰した目黒圭一が放った不死身のカイザークロウの唯一の欠点である右肩に留まっていた鴉の足跡への銃撃が助力している。

### 滝 和也 / 滝ライダー
本郷や一文字と共にショッカーやゲルショッカーから日本を守ったFBI捜査官。改造人間ではないが、本作品においては彼も仮面ライダーと同等の扱いなので、ここに分類する。
ショッカーやゲルショッカーとの戦いの中で世界の裏側を知りすぎたため、アメリカに帰国した後は閑職に追いやられていたが、新たな敵組織の暗躍に遭遇したことから現場復帰することになる。なお、FBIは本国以外での捜査権を持たないため、本作品では「かつての戦いはインターポールに出向中の出来事だった」という設定が追加されている。
本作品では村枝の代弁者的存在としても描かれており、歴代ライダーをはじめとする登場人物たちの言動に一喜一憂している。
第1部第一話では実質上の主役を演じている。黒ずくめのスーツとドクロ模様のヘルメットに身を包み、自ら「仮面ライダー」を名乗って、ペトレスク神父が変身する大コウモリ怪人と対決した。力及ばず危機に陥ったが、駆け付けた1号ライダーに助けられた。続いて第二話でも、意気消沈していた一文字を再び立ち直らせ、仮面ライダーの存在を真摯に説くなど重要な役を演じている。
第2部ではBADANの圧倒的な力に心を折られそうになるも、結城との出会いで立ち直り、再び滝ライダーとなって彼と共に反撃の狼煙を上げる。やがて放浪中の良と出会うと、変身能力を失いかけた彼に変身ポーズの大切さを説き、仮面ライダーとなるきっかけを作り、村雨邸に逗留して良に戦い方を教えている。また、復讐に逸る良を仲間にすることを拒否した志郎には、本郷や一文字とともに戦っていた立場から、仲間を信じる心を思い出させている。
第3部では佐久間からの要請を受けてSPIRITSの隊長に就任し、改造人間ではないながらもBADANと戦う人々の代表的存在となっている。京都では再生ゲルショッカーと戦う一文字をサポート。続いて第10分隊と山口へ向かい再生GOD機関との戦いに就くもキングダーク2号機機動の核として脳内を支配されてしまう。途中、魂として現れた神啓太郎に救われ無事に脱出に成功。元の人格を取り戻した。次に沖縄へ再生ガランダー帝国と戦うアマゾンのサポートに向かう。アマゾンとはなかなか馴染めずにいたが、左腕を失って瀕死の状態であったアマゾンを救うべく、ゼロ大帝からSPIRITガンソードで左腕を奪回するという快挙を成し遂げた。現在は第10分隊と別行動を取り、藤兵衛の奨めで東京に向かっている。到着直後、デルザーの荒ワシ師団長の襲撃でバイクを真っ二つにされるが、その直前に駆け付けたスカイライダーに救われている。
第1部での本郷や一文字との再会を皮切りに敬介や茂と接触し、同時に藤兵衛と再会時にユリ子の存在も聞かされる。第2部で良と初対面して志郎、結城、一也とも一時にせよ顔を合わせた。さらに第3部でアマゾン、『新 仮面ライダーSPIRITS』で洋と接触を果し、全ライダーと対面した。『新 仮面ライダーSPIRITS』本編ではルリ子と再会している。他にも源次郎などの9人の歴代仮面ライダーそれぞれの協力者たちとの出会いがいくつか描かれている。
『新 仮面ライダーSPIRITS』第1話では、『仮面ライダー』第11話の結婚式が偽装結婚だったことが描かれている。
使用するマシンはホンダワルキューレの改造車。ライダーとしてのコスチュームは普段はこの車内に収納されている。愛車ワルキューレも対荒ワシ師団長戦で失われ、スカイライダーに救われた後、バイクを欲する彼の目の前にスカイターボが現れた。

#### 滝ライダー
原作や特撮版の仮面ライダーシリーズには登場しない、本作品オリジナルの仮面ライダー。滝が自作のプロテクタースーツを着用し、火薬やスタンガンを内蔵したナックル、スタンガン仕込みのブーツ、ショットガンなどで武装した姿である。後に結城が開発した特殊ナイフ「SPIRITガンソード」も使用する。その全身は黒一色に統一されており、ヘルメットの顔の位置には大きなドクロが描かれているなど、スカルマンを髣髴とさせる外観となっている。
滝は改造人間ではなく生身の人間だが、この姿で怪人に立ち向かう。

#### 本作品オリジナルの必殺技（滝）
ライダーキック
本郷や一文字が使用したものとは異なり、スーツに仕込まれた装備で爆撃、または電撃で強化されたキックとなっている。
ライダーパンチ
上記のライダーキック同様、本郷や一文字が使用したものとは異なり、スーツに仕込まれた装備で爆撃または電撃で強化されたパンチとなっている。
ライダーダブルパンチ
本来は、仮面ライダー1号と仮面ライダー2号の合体技。第3部では2号とこの合体技を使用している。
SPIRITガンソード（仮）
滝がSPIRITS隊長となった際、結城丈二が製作した新装備。デザートイーグルに弾倉を兼ねた電磁ナイフを組み合わせた遠近両用の武器で、銃撃で牽制した後にナイフで仕留める仕様。

### 岬ユリ子 / 電波人間タックル
茂とともにブラックサタンやデルザー軍団から日本を守った改造人間。しかし、デルザー軍団との戦いで死亡したために仮面ライダーにカウントされていないが、仮面ライダーに近い存在であり、ここに分類する。本作品では墓標と回想シーンのみ登場。
テレビ版で仮面ライダーの称号を贈られていない点について、本作品では戦いから解放された彼女を仮面ライダーではなく1人の女性として眠らせたいという茂の願いとして、結論づけている。

### 仮面ライダーの協力者たち

#### 歴代おやっさん
立花 藤兵衛
通称「おやっさん」。1号からストロンガーまでの7人ライダーをサポートしていた協力者。
第1部第十一話・第十二話では神奈川県三浦市内で立花レーシングクラブを経営していた。しかし、BADAN侵攻前には再び立ち上がり、ZXと歴代ライダーの戦いを支援。
第3部では主に志郎に同行。四国での戦いでは、良に「特訓」をつけて新必殺技の開発に協力した。

谷 源次郎
スカイライダーとスーパー1をサポートしていた人物で、2代目「おやっさん」。
洋の大学の先輩でもあり、ジュニアライダー隊やチョロやハルミを率いて無茶をする姿は、テレビシリーズ同様。第2部終盤で立花藤兵衛と出会っている。第3部（『新 仮面ライダーSPIRITS』第14話）ではチェックマシンを用意してスーパー1の応援に石川県を訪れる。青森に渡ってスーパー1たちの応援に行ったハルミとの連絡後はバダンシンドロームに冒されてしまい、かつての仲間であるブランカのメンバーによって村雨邸に連れてこられる。シンドロームに冒されつつも必死にかつて自分が導いた洋と一也のことを忘れず、その名を呼び続けた。
初登場時は髭を蓄えていたが、第3部以降は髭を剃っている。
重度のバダンシンドローム（完治の見込みがまだない状態）に冒されながらも、立花の依頼により、ZXのマシンのチューニングに協力している。ビクトル・ハーリンは「ここまで人間の精神が神のプログラムに抗える」ことに「圧倒される」と語っている。

#### 良の関係者
一条 ルミ
海堂博士の元で看護師見習いとして暮らしている少女。父の一条博士をJUDOに殺されており、ZXと運命的な出会いを果す。優しい性格で、暴力を極端に嫌っている。直接的ではないしろ、父の仇に等しい存在である良を一時は恐れるが、彼の事情と内面に触れ、そして真の仇はJUDOであることを知って和解。本郷に習い仮面ライダーとして戦うよう、優しく送り出した。
海堂 肇
優秀な町医者にして生化学者。一条博士や伊藤博士とは科学者仲間かつ親友であり、村雨しずかは教授時代の教え子でもあったため、彼女の弟である良についてもよく知っていた。ZXにされた彼の身体を徹底的に調べ上げた結果、その身体が何のためにあるのかを知って愕然とする。
村雨 しずか
村雨の姉。ルポライターを務めていたが、BADANに拉致され、良の直前にZXボディの被験者にされてしまう。実験を施された挙句に死亡するが、魂（霊体）となって良の前に現れ、彼を導く。然し、残された肉体（亡骸）はクローン改造を施され、アマテラスのベースとなっている。
一条 亨
ルミの父親。有能な生化学者で、BADANの命令でZXボディの設計に従事していた。だが、ZXボディの真の利用目的を知って以後の協力を拒んだため、ルミの目の前で大首領JUDOが憑依したZXの手で殺害された。良と大首領の意識が入れ替わるのを阻止すべく、密かにメモリーキューブを開発していた。

#### 本郷と一文字の関係者
緑川 ルリ子
『新 仮面ライダーSPIRITS』第1話から登場。
第6話から再開された本編では、10年以上の歳月を経て父親同様に科学者の道を進んだ姿で登場し滝達と合流した。後述の欧州科学のカール博士と共に研究を続けていた。再生ガランダー鎮圧後は村雨邸へ行き、海堂に「ABS（アンチバダンシンドローム）システム」の開発を提供する。その際に村雨邸に待機していた藤兵衛とも再会した。また、テレビシリーズ当時の設定に因んで藤兵衛のことを「マスター」と呼んでいる。
「父親を組織によって殺害された」などの共通点をルミと共有しており、ショッカーにより父を殺された自分、BADANにより父を殺されたルミの二人にはバダンシンドロームに対する免疫があると言っている。
ジェットコンドルとの戦いの後、本郷と再会するが、「ヨーロッパでの昔話はBADANやJUDOとの戦いが終わってからにして」と冷静に答え、再会の握手も断わった。
石倉 五郎
一文字が日本でショッカーと戦っていたころに立花レーシングクラブに出入りしていた少年。本作品では東京で「石倉育英会」を発足、子供たちには「五郎先生」と呼ばれており、成長した姿を見せている。行方不明になった教え子の克己と和弘を探す途中、岩石男爵配下の戦闘員に襲われるがZXに救われ、1号と彼に救われた克己と和弘と再会する。だが、目の前で時空魔法陣から現れた地獄大使とショッカー怪人によって1号と克己、和弘が連れ去られてしまう。
その後、ZXと共に時空魔法陣を通ってショッカーのアジトに乗り込み、1号と石化させられた克己と和弘と合流。
ユリ、マリ、ミチ、野原ひろみ
一文字が日本でショッカーと戦っていたころに立花レーシングクラブに出入りしていた女性たち。五郎の「石倉育英会」を手伝い、五郎には「姉ちゃん先生」と呼ばれている。ひろみは本郷に再会した時、ルリ子のことを心配していた。
エミ、ミカ、トッコ、ヨッコ、チョコ
「石倉育英会」の炊き出しを手伝っていた。相変わらずチョコは炊き出しの雑炊をつまみ食いし周りを呆れさせていた。
ナオキ、ミツル
少年仮面ライダー隊の元メンバー。ナオキ、ミツル始め多くの元メンバーも連絡を取り合って、トラックやライトバンなどで食材を持ち寄り、「石倉育英会」の炊き出しに駆け付ける。
カール・ロートリンゲン
緑川ルリ子の関係者として設定されていた、『仮面ライダー』本編未登場の人物。欧州科学の権威。オーストリアウィーン市街在住。助手であった緑川ルリ子と共に「ABSシステム」を開発してきた。ルリ子とは兄妹のような関係。元はショッカーの科学者であったが、本郷ライダーとルリ子によって救い出された。彼の人類を救う研究はショッカーに協力していたことへの贖罪にしか過ぎないと語っている。そのことから夜ごと「夜空の闇からサタンが己の罪を責める」とうなされ、昼夜逆転の研究生活、そして車椅子にて生活している。重要人物としてSPIRITSにより警護されている。

#### 志郎と結城の関係者
佐久間 ケン
かつてデストロンハンターとしてV3と共に戦った、インターポール捜査官。本作品ではインターポール本部長として、ライダーたちを支援する。元デストロン科学者である結城と接触したり、部下であるアンリを通じて滝をSPIRITSの隊長に任命したりと、指揮官としてBADANに立ち向かう。
珠純子、珠シゲル
志郎がデストロンと戦っていたころに「少年仮面ライダー隊」連絡係と隊員を務めた姉弟。怪人が跋扈する東京で風見と再会。「石倉育英会」のメンバーとも会い、ペンダントを見せ合い、新旧「少年仮面ライダー隊」の親交を深めた。風見は石倉育英会に珠姉弟を預けようとしたが、彼を追う姉弟に石倉育英会のメンバーは連絡用にと伝書鳩を託した。

#### 敬介の関係者
神 啓太郎
かつて瀕死の神敬介を改造した彼の父。呪ステーションに蓄えられた科学者の頭脳の一人。息子のために洗脳を受けた滝を救った。テレビシリーズ本編では厳格な父の内側の、自身の過ちの償いを改造した息子にさせる科学者としての自分を嘆きながらも、挫けることなく戦い、キングダーク2号機と共に倒されることに息子の成長を見届ける。敬介の帰還時、滝の中にわずかながら啓太郎の意識が残っていたのか、敬介を背負い投げで投げ飛ばした。
水城 涼子
故人。敬介の婚約者だった女性。インターポールの秘密調査員で、GODに潜入して捜査を行っていたが、GOD総司令によって殺害された。
本作品では、元々アンリの部下だったことが語られている。
水城 霧子
故人。涼子の双子の妹。GODに潜入していた姉に代わって、敬介を影からサポートしていたが、GOD戦闘工作員の攻撃から敬介を庇って命を落とした。
本作では涼子と同じく、元々アンリの部下だった。
チコ、マコ
立花の『X』期の喫茶店「COL」のウェイトレス（現在も2人で営業中）。ライダー隊に炊き出しの応援を頼まれ、駈け付ける。
本来はロングヘアーの女性がチコ、ショートカットヘアーの女性がマコなのだが、作者のミスによりあべこべとなっている。このミスは単行本収録の際も修正されていない。

#### アマゾンの関係者
岡村 マサヒコ
かつて来日したアマゾンが最初に「トモダチ」になった、当時小学二年生の少年。アマゾンを助けるために自転車で熊本までやってきていた。その後、再生十面鬼ゴルゴスと共に時空魔法陣の中に消えたアマゾンを追おうと、次の行く先と思われる沖縄へ向かおうとしたところ、ゴルゴスの火炎から生き残っていた再生ヘビ獣人に襲われかけるが、そこをアマゾンおよび第6分隊の援護にやってきた村雨、第10分隊に助けられる。その後、同じく生き残っていた再生モグラ獣人と再会し、共に沖縄に向かっていたが、ゼロ大帝の雷撃によって不時着した際にアマゾンと長年振りの再会を果たした。モグラ獣人がBADANから創り上げた別物と知っても自身の「トモダチ」だと主張を続ける。
ビクトル・ハーリンに代り、トモダチとなったムシビト（ラストバタリオン）たちとともに、狼長官と戦うアマゾンの元に駆け付ける。
岡村 りつ子
マサヒコの姉。初登場は本編ではなく、15巻の裏表紙、モグラの墓を埋めた過去の回想シーンであり、『仮面ライダーアマゾン』当時の姿で登場している。
アマゾンに加勢したマサヒコとともに駆け付ける。
モグラ獣人
熊本県に再生ゲドンの一人として出現した獣人。
かつて命を助けられたことがきっかけでゲドンを裏切り、アマゾンライダーに協力したが、本作品でのモグラはBADANが改造素体から創り上げたもので、テレビシリーズとは別個体である。
別個体のため、当然かつての記憶もないが、マサヒコの弁護でSPIRITSに同行する。沖縄の海ではギギの腕輪を狙うゲンゴロウ獣人からアマゾンを助けて、その際にマサヒコから教えられた「トモダチ」のサインを表したが、その直後にニードルの繰り出した針によって自我を失い巨大化、普段の姿から大きく離れた怪獣のように化し、暴走してアマゾンの命ともいえる左腕を切断、致命傷を与えてしまう。ウェイ・ペイに針を抜かれ自我を取り戻し元の姿に戻った。アマゾンの左腕を捜し続ける中、ニードルの繰り出す針の連射によって重傷を負うが再びウェイ・ペイの針治療によって無事に復活した。
長老バゴー
かつてアマゾンにギギの腕輪を装着・手術を施した古代インカの秘術を継ぐ老人。村雨がインカの光の中に閉じ込められた際に幻影として現れた。村雨からアマゾンが人間として人類の平和のために戦っていることを教えられ、涙を流し喜んだ。

#### 茂の関係者
沼田五郎
ブラックサタンによってストロンガーの前身「奇械人スパーク」の被験者にされた、『仮面ライダーストロンガー』本編未登場の人物（第2話で茂の口からその名が語られるのみ）。スパークは本作品のオリジナルだが、ストロンガーが当初「仮面ライダースパーク」の名で企画されていたことを受けてのものであり、デザインも初期デザイン画に描かれたものを踏襲している。
茂のかつての親友。筋肉質な逞しい青年で共にアメリカンフットボールに励んでいた。ブラックサタンの改造手術失敗で死亡し、茂が彼の死を追及した末にブラックサタンと接触し改造手術を受けた経緯が本作品で描かれた。

#### 洋の関係者
矢田 勘次 / がんがんじい
かつてスカイライダーと共にネオショッカーと戦った、自称「日本一のスーパーヒーロー」。ネオショッカー崩壊後、筑波洋と再会した経緯については不明。本作品ではテレビシリーズ同様のコメディリリーフであると同時に、その最終回を踏まえた上で彼への篤い友情を見せる勇猛なキャラクターとしても描かれており、第1部第十三話・第十四話ではほぼ主役として描かれている。ドクガロイドの猛毒鱗粉攻撃で死にそうになっても己の信念を曲げず、抵抗を続けながら彼への説得を続けた。
第2部では村雨のことを頼まれて彼の家に向かい、滝たちにバダンの襲来を伝えた後、タイガーロイドとの戦いを終えた村雨と共に新宿へ向かった。第3部以降からは村雨の後見人のような立場でSPIRITSに同行し、普段から鎧に身を固めて食事等の際にもマスクを脱ごうとしないため、「こういう姿の改造人間」と思われている節があり、素顔を見せるとそれを知らなかった人物は愕然としてしまう。青森で一也らのもとにSPIRITS第10分隊と駆け付けた時、初めて良の前で「仮面」を脱いで素顔を見せたが（それまでは脱いだ時も見ていなかった）、彼からも「仮面」が素顔だと思われていた。
地震や高いところが苦手など怖がりなところがあり、アルベールにスカイライダーの相棒が務まったのか疑問に思われることもあるが、秋吉台で滝が襲撃された際には真っ先に救援に向かい、義経の弟子たちと第10分隊との間で臨戦状態となった時にはそれを止めるなど、やるときはやる男としても描かれている。
志度 敬太郎
かつて自身を助けようと重傷を負った洋を救うため、彼に改造手術を施した科学者。『仮面ライダー (スカイライダー)』テレビシリーズで日本を離れた後の消息は一切不明だったが、本作品では第3部第三十八話で再生ネオショッカー大首領を倒すも重傷を負った洋を治療していた。意識を取り戻した洋に現状を伝えた。
その後、8分隊と合流しライダーの援護をすべく東京郊外で待機中。

#### 一也の関係者
草波 ハルミ
谷モーターショップの店員。ジュニアライダー（JR）隊隊長を務める女性で、副隊長の水沼マサコと共にスーパー1をサポートする。一也に恋焦がれているが、非常事態にもかかわらず一也と義経が共闘を始めると嫉妬心を表すなど、一也のことになると周りが見えていない言動が多くなり、煙たがられることも多い。そういった部分からか、緑川ルリ子からは散々皮肉られている。その一方で、活躍の機会も多い。
第1部では宇宙での激闘から生き延びた一也との再会を喜んだ。第2部におけるバダンシンドロームの精神支配に陥ることはなく、第3部においては、ジュニアライダー隊揃って石川県金沢市へ向かい、再生ジンドグマに立ち向かうスーパー1の応援に来ている。過去に劇場版で歴代ライダーたちと出会っていることからか、本作品初対面となったXライダー / 神敬介とも面識がある模様であった。
小塚 政夫
通称「チョロ」。谷モーターショップの店員。一也を「兄貴」と呼び慕う。第1部では新国際宇宙開発研究所を訪れた際に得意の泥棒経験を活かしたハッキングを企むなど小汚い一面を見せた。第3部において谷と共に石川に現れ、スーパー1の応援に駆けつけた。一也が東北に着いたころに独り言を呟くなどバダンシンドロームに罹災したことを匂わせる。ライダーたちが東京でデルザー軍団と戦っているころにはシンドロームに冒されており、洋の仲間であるブランカのメンバーによって村雨邸に連れてこられる。
谷は重度のバダンシンドロームに冒されたままだが、チョロはフレイア・ボーヒネンの治療により、完治してきている。
玄海老師、弁慶
玄海老師は大陸で修行し赤心少林拳を日本に広めた樹海大師の弟子で、一也の赤心少林寺修行時代の師匠である。弁慶は一也の兄弟子であり友。テレビシリーズにおいて死んだ二人だが、ジンドグマ四幹部に圧倒され追い詰められていた一也の視点から、僧形で応援に駆けつけた谷とチョロが二人の面影（実は谷が弁慶に、チョロが玄海に）に重なって見えた。そして戦いの中で、谷が現在の師であり、チョロが現在の友であることを再認識した。樹海大師の弟子には玄海の他に黒沼外鬼がいるが、その実態はドグマ王国の帝王テラーマクロであった。
ヘンリー博士
回想シーンのみ登場。幼くして両親を亡くし、惑星開発プロジェクトに志願した一也を認めた育て親の一人。テレビシリーズ1話の時点でファイヤーコングに殺されている。富山湾での戦いにおいてバダンシンドロームに脳を冒された一也の脳裏に現れた。また、一也の回想シーンでたびたび登場し、彼の宇宙にかける想いと赤心少林拳にかける想いを両方とも汲み取った人物として描かれている。

### 讃岐職人屋本舗のイメージキャラクターとその関係者
讃岐 麺太郎
うどん麺職人である少年。今回の事件が起きても真っ先に炊き出しを行う前向きな少年。
最初は能力の使用不全で暴走してユキオオカミを絞め殺したZXの姿を見て酷評していたが、ツバサ軍団に対等に戦うために特訓する村雨の熱意を悟り仮面ライダーを肯定的に見るようになる。その後もきりもみシュートの特訓に励む村雨に協力した。
瀬戸内 小麦
麺太郎を慕う幼馴染。眼鏡をかけた控えめな巨乳少女で、よく麺太郎から胸のことでからかわれる。
再生デストロンの起こした地震によって掛之介と共にさらわれるが、その際に麺太郎の父と出会っている。志郎の作戦でやむを得ず戦闘員のコスチュームを纏うが、女性ゆえの肉体ラインから怪しまれていた。また、麺太郎が村雨と共に駆けつけた際に戦闘員の姿であることを小馬鹿にされた。
風味 掛之介
小柄な褐色肌の少年。麺太郎を「兄貴」と慕っている。
ウ・ドン・アレン
うどんをこよなく愛する麺太郎の相棒。祖母が日本人であるクォーター。体格・腕っ節が良く、かなり体力を消耗するうどん打ちをぶっ通しで続けられる。
麺太郎の親父
麺太郎の父親。堅気な職人肌であり、再生デストロンに攫われて行方をくらましていた。特技は「オヤジ突き」。運動神経と豪腕に恵まれており、どつくだけで戦闘員もノックアウトさせる。
小麦の父親
粉問屋の社長。四国で凍えている人たちのために、うどんをふるまう。

### 本作品のオリジナルキャラクター
- インターポールのメンバーについては、#インターポールを参照。
- SPIRITSのメンバーについては、#SPIRITS（スピリッツ）を参照。
- バダンの科学者については、#科学者を参照。

スパイク
ニューヨークのスラム街に住むアフリカ系アメリカ人の少年。ドクロのバンダナがトレードマーク。滝とは歳が離れているが、タメ口を交わし合う親友のような間柄。歌の才能があり、アポロシアターの「アマチュアナイト」に出演することで、マイケル・ジャクソンのように有名となってスラム街の子供たちの希望となることを夢見ている。ペトレスク神父によって不完全なコウモリ怪人へ改造されてしまうが、最後まで自我を失うことはなかったため、本郷の持ってきたワクチンによって回復。見事に「アマチュアナイト」への出演を果たし、夢に向かって進みつつある。
BADANの世界攻撃後は、治安の悪化で食事も満足に取れないらしく、正義のヒーローを求め、自国で精一杯のアメリカに愚痴を零している。
ホプキンス
ニューヨーク国際連合ビル内のカフェ「HOPKIN'S」を経営している、気風の良い老人。FBIのOBで、滝とは元同僚の間柄でもある。滝曰く「地獄耳」。ちなみに、「HOPKIN'S」はライスボールとみそスープを売りとする軽食喫茶店である。
ブリジット
「HOPKIN'S」に務める女性。よく滝におふざけでセクハラされては返り討ちしているが、アンリのことを知った時にはツッコミを入れており、案外満更でもないようである。仮面ライダーのことを知ってからは、彼らのファンになった。
BADANの世界攻撃後は、子供たちに食事を提供している。
真美
ガモン共和国で医療活動をしている女医。4年間滞在し続けても笑顔を失った子供たちに何もしてやれないことに苛立ち、帰るに帰れないでいた。クモロイドに襲われた果てに糸で操られ、子供たちを誘導地雷へと改造する手術をさせられそうになるが、一文字によって救われ、子供たちも彼女自身も笑顔を取り戻すことができた。その後はクモロイドの針の傷痕を隠せるようにと一文字のマフラーを受け取っており、友達以上の関係を匂わせる描写がある。
第2部開始時点でも日本には帰っておらず、ガモン共和国に滞在。バダンの日本集結のニュースを見ても動揺せず、仮面ライダーの勝利を信じている。
グレコ
スペインのコスタ・デル・ソル郊外の港で、自分の船を寝床に暮らしている老人。銀のドクロによる海難事故の調査で近付いてきた敬介を、家事の手伝い役として住み込みで雇っていた。40年前に海底へ沈んでいた銀のドクロを引き上げてしまったことにより、村人に疫病の元凶と疑いを掛けられた息子夫婦・ドメニコとロッサに2人だけでも逃げるよう薦めるが、結局は2人とも失ってしまい、悲しみに暮れていた。
ドメニコに扮したXライダーによって銀のドクロが撃破されたことで一応の安らぎを得て、敬介を送り出す。彼もまた、敬介にとって第二の父親と言える人物である。
BADANが日本へ集中した際には自船で日本へ向かおうとしたが、海上警察に捕まると危ぶんだ漁師仲間に止められている。仲間たちに恩知らずと罵っている辺り、実はXライダーが敬介だったことに気付いている節がある。
ビクトル・ハーリン
ラスト・バタリオンの遺伝子を元に生み出された超天才児。遺伝子による副作用から虚弱体質。そのIQは300を超え、フェルマーの最終定理をも証明できる。研究中にスニッカーズチョコレート菓子を頬張る習慣を持つ少年でありながら遺伝子工学や精神病理学の権威でもあり、ゲノムエンタープライズ社の技術顧問を務めている。あまりにも知能が高いために周りの大人たちからは気味悪がられ、同い年の子供たちとも打ち解けられないでいた。アマゾンと出会い「トモダチ」の間柄になってからは、周囲との理解を少しずつ深めている模様（同様に思考の単純化など悪影響もでている）。
第2部後半以降、佐久間の要請に応じてBADANが日本を狙う目的を調べており、第3部第三十七話ではラスト・バタリオンを引き連れてアマゾンの援護に向かった。沖縄へ駆けつけたころにはアマゾンは虫の息となっており、一時はショックを受ける。初めてマサヒコと対面した際には彼へ「アマゾンがこんなになってしまったのを黙って見ていた一人」と冷たい言葉をぶつけるが、後に和解する。
ルリ子の発案でZXからスーパー1に送り込まれた通信データを利用してバダンシンドロームを浄化する研究を進めているがデータ量が多く、難航している。
フレイア・ボーヒネン
ノルウェーのトロムソ地方で、バイオテクノロジーの権威と称される父・ボーヒネン博士の助手を務めている娘。容姿は病弱そうな美少女だが、実は10年前に父が仕組んだ飛行機事故の際の治療と称して、双子の兄のフレイ共々改造されてしまった身。猛毒生成能力を組み込まれた兄とは対照的に、解毒能力や治癒促進能力が組み込まれている。父がマッドサイエンティストであることに気付いてはいたが、兄を思うあまり知らぬ振りをして生きていた。
父と兄の死後は住んでいた城を孤児院にして子供たちと暮らしていたが、第3部ではバダンシンドロームに冒された人々の精神を癒すべく、グレゴリー警部やSPIRITSに警護されながら日本全国を巡回中。
セルゲイ・コリバノフ
月面で第一次月面基地建設に従事しているビルディング・スペシャリスト（B・S）の1人。仕事熱心のあまり、妻・エレナには愛想を尽かされて離婚寸前だったため、荒れていた。惑星開発用改造人間に自ら望んで成った一也に対し、最初は只の変わり者という偏見しか持っていなかったが、彼の真意を知って考えを改める。地球帰還の際には、自らも海への着水の衝撃により満身創痍となっていたが、苦戦中のスーパー1を助けるべく、彼に跳ぶよう指示。スペースシャトル「ムーンディスカバリー」のメインスラスターを一斉噴射してアメンバロイドを怯ませ、スーパー1に勝機を与えた。その後は、妻子と共にフロリダに滞在していたが、オペレーション「ライダーシンドローム」で国際宇宙開発研究所にあるシャトル「ジュピタースーパー1」を飛ばすクルーとして参加するために日本へ向かい、仲間と共にVジェットに乗り込んで到着した現場でスーパー1がサタン虫群体と戦いを繰り広げる中、打ち上げ作業を開始する。
マシム
セルゲイの息子。セルゲイに聞かされた神話（今昔物語集の天竺部巻第五第十三『三獣行菩薩通兎焼身語』）を一途に信じていた。ムーンディスカバリーの帰還直前に、ジュニアライダー隊へ入隊した模様。
小島 秀範（ジュクの秀） / コンバットロイド（強化服） / 再生カニロイド
→小島 秀範（ジュクの秀）を参照。
金富 秀吉
第2部においてBADANを脱走した村雨が偶然出会った、空き缶拾いを生業としているホームレスの老人。初対面の村雨へ親身に接し、彼が人の心を取り戻すきっかけを作った人物でもある、自称「正義の味方」。かつては悪質な大手金融業者の社長だったが、破綻後はホームレスに身を崩し、病気で行き倒れていたところをルミと海堂博士に救われ、改心する。その恩を返すべく、生業で稼いだお金をこっそり診療所に寄付していたが、偶然遭遇したカメレオロイドに「笑顔が嫌い」という理不尽な理由で殺されてしまう。
村上 千弘
第3部の北海道編（第3部第一話〜第五話）に登場。札幌市に住む不良学生で、粗暴さゆえに周囲から煙たがられていたが、バダンシンドロームに冒されなかったため、逆に頼られるようになる。一時は再生ネオショッカーの怪人に怖気づいてしまったが、摩周湖へ向かうZXに同行し、戦いに加勢した。その際、普段の喧嘩前にしている自己紹介を再生ネオショッカーとの戦闘前にも行ったが、これがZXに「仮面ライダーZX」と見得を切り、名乗りを上げさせるきっかけとなった。
義経
赤心少林拳黒沼流師範。弁慶の姉。子供のころは一也や弁慶と共に玄海の元で修行していたが、現在は青森県の赤心寺に弟子と共に住んでいる。民衆を守るためにドグマと戦う姿には、ファンが多い模様。青森へ駆け付けた洋に対し、一也のことを「恩知らず」と呼んでいる。鋭く鍛え上げた爪先と手刀で怪人サタンホークをも斬り裂く、赤心少林拳奥義・桜花の使い手。最期、師と思い油断したところ、黒沼外鬼 / 帝王テラーマクロに左胸を貫かれた上、首を踏み折られて絶命するが、フレイヤの素毒性を分解する能力と自らの治癒力（フレイア曰く「医学を冒涜する（レベルの）意志力」）により蘇生する。現在は治療を続行中のために8分隊に同行している。
ノッポ、雛乃、ふじけん
一也を助けた津軽工業高校ねぶた製作部員で、他にヤッチ、木村といった部員がおり、バダンシンドロームに冒された大人たちを目覚めさせるため、ねぶたを作っている。ノッポはそのリーダー的存在で、雛乃は伝説のねぶた師・五十嵐金三郎（バダンシンドローム罹災中）の孫で、義経のファンである。ふじけん（ホリケン）は肥満体形の製作担当でいつも作業着を着ており、五十嵐師を尊敬していて、その荒々しい構図と大胆な色彩のねぶた芸術が失われたと嘆いていた。龍が市街地に発生し、人々がバダンシンドロームに苦しむ中、金三郎の製作した「空飛ぶ火の車」のねぶたを担いで、人々にバダンシンドロームに対抗する活気を与える。しかし、龍の力によって本人たちもバダンシンドロームに陥りかけるが、復活したスーパー1とZXがねぶたを用い龍を撃退したことで、部員はじめ青森市民がバダンシンドロームから解き放たれた。
ミシェル・メイウッド
新国際宇宙開発研究所の職員。バダンへの反攻作戦の一環としてシャトル「ジュピタースーパー1」の打ち上げ準備を進めていたが、襲来したサタン虫に支配されてしまう。やってきた一也=スーパー1に銃撃を加えてしまい、サタン虫は除去されたが跳弾で傷を負う。緊急避難でシャトル内に入れられるが、到着したセルゲイたちと連携して打ち上げ作業を開始する。
留学で日本に来た際にホームステイ先として滞在したのが岩手県だったため、素が出ると岩手訛りになる。

### インターポール
実際のインターポールについては国際刑事警察機構を参照。『V3』や『X』にも名前が登場していた組織。
佐久間 ケン
→仮面ライダーの協力者たちを参照。
アンリエッタ・バーキン
通称アンリ。元デストロンハンターのインターポール捜査官。容姿端麗な美女。
第1部でデストロンを追って結城丈二と出会い、家族を殺したデストロンの科学者であった彼に憎しみの感情を向けるが、タヒチで生活を共にするうちに結城の人間性に触れ、決意を知り、心を絆される。結城を追ってやって来たヨロイ元帥との戦いで、結城がライダーマンになるためにヘルメットを渡し、重傷を負う。また第1部第七話にも滝と共に登場、敬介に涼子・霧子姉妹は自分の部下だったと語っている。
第2部はインターポールとして滝や結城と行動を共にし、ヘリからのサポートなどを担当。
第3部では荒くれ者揃いのSPIRITSの実質的な副隊長格を務め、特に危険人物の寄せ集めと言われている第10分隊と行動を共にしている。四国に単独で向かう結城を心配するなど、結城に対しては密かに想いを寄せている節がある。また結城がBADAN内部に潜伏していると知った時、それはBADANを倒すための行動だと佐久間にはっきり言うことからも、彼に対する強い信頼が窺える。
現時点でのライダーたちの呼称については、結城と村雨は名字で呼び捨て、志郎には「さん」付け（上司である本部長の佐久間が先輩と慕っているため）で「風見さん」と呼んでいる。また志郎と同格である結城にも「さん」付けをすることがあるが、あくまで佐久間の前だけである。他は基本的にフルネームで呼んでいる。毅然とした態度でふるまっていることが多いが、結城と初めて出会った遭遇したヨロイ元帥の「身代りの体」によって重傷を負わされており、数年経過した後に銀のドクロが作りだしたヨロイ元帥の「身代りの体」に対して銃を向けながらも恐怖で震えていたことから、心の傷が未だに癒えていない一面がうかがえる。
村枝は戦う女性を好んでいたが、本来のヒロインであるルミではイメージが異なるため、アンリを創作した。デストロンハンターの設定を用いたのは戦う女性にするとともに佐久間ケンを登場させる布石としており、また過去編に登場させることで現代編でベテランと位置づけ、水城姉妹の設定とも絡めている。
グレゴリオ・バレージ
通称グレゴリー。インターポール所属の警部（アンリの同僚）。身体が大きく顔には大きな傷があるため、強面な印象を受けるが、内面はそうでもない模様。当初はアンリに言われたBADANについての話を一切信じず、連続科学者誘拐犯を追う任務でノルウェーを訪れていたが、フレイアや洋の正体を目の当たりにしたことで認識を改める。以後は彼らの良き理解者の一人となったらしく、第3部ではフレイアと共に北海道を訪れ、洋と共に村雨を京都へ送り出し、その後は9分隊と東北に残ってスーパー1の援護に向かった。
三影英介
→幹部クラスを参照。

### SPIRITS（スピリッツ）
滝を隊長とする、総勢2500名で編成された対バダン戦闘部隊。募集はインターポール、命名は「（生身の体である自分は）仮面ライダーの能力には遠く及ばないが、魂だけは共にありたい」と願う滝の想いによるもの。正式名称・「Saving Project Incorporate w/h masked Rider on ImmorTal Soul」の略称でもある。特殊部隊から元軍人や傭兵など、各種戦闘術のエキスパートが集い、バダンへの個人的な復讐のために参加している者も多い。戦闘以外にも、世界へ報道するバダンの情報を、インターポールを通じて提供している。
分隊の番号によって、どのライダーをサポートするかが決められている。また、ライダーは戦闘経験を生かせるよう、かつて戦った組織と戦うように割り振られている。コスチュームのモチーフは第1作『仮面ライダー』の企画案の一つ「クロスファイヤー（十字仮面）」と、快傑ズバットの初期デザインである。
滝和也
→滝和也を参照。
アンリエッタ・バーキン
→インターポールを参照。
第1分隊
1号ライダーのサポートが主任務。
第2分隊
2号ライダーのサポートが主任務。
第3分隊
V3のサポートが主任務。
第4分隊
ライダーマンのサポートが主任務。謎の黒雲に覆われた四国地方を救うために地上から突入を試みるが次々と失敗、多大な犠牲を出したが、時空魔方陣の突破に必要なデータを遺した。
第5分隊
Xライダーのサポートが主任務。そのため、水上・水中戦のエキスパート達によって構成。秋芳洞でキングダーク2号機を守る再生GOD悪人軍団、さらにはタイガーロイドと遭遇、その攻撃によってコンラッド・ゲーレンを除く全員が戦死した。第10分隊のゴードンとはソリが合わなかったらしい。
コンラッド・ゲーレン
BADANの初侵攻時に顔の右半分には酷い火傷を負い隻眼となっており、右膝から下を失った元海兵隊員。義足となった右脚には銃が収納されている。通常の人間には扱うことが困難な筈のクルーザーを、瀕死の敬介を背負いながら運転できるなど、非常に高い操縦技術を持つ。
秋芳洞での戦いでは、生き残った仲間たちと共に再生GOD悪人軍団から退却していたが、他の二人は殺され、自身もキングダーク2号機の肩から足を踏み外したところ、間もなく駆け付けたXライダーに助けられる。直後にXライダーとタイガーロイドとの戦闘で秋芳洞が崩壊。重傷を負った敬介を背負って、島根県に向かったキングダーク2号機を追う。SPIRITS結成時に全身への改造手術を申し出て、滝に諌められるも人間の弱さに絶望していたが、敬介を改造したのがGODに殺された父親であることを知ってからは彼に共感を抱くようになり、滝の言わんとしていたことを解して同様に「魂だけはライダーと共にありたい」と、人間として戦い続ける決意をする。第5分隊が全滅してしまったため、以後は第10分隊と共に行動するようになる。
第6分隊と合流後の沖縄の海では、以前の刺々しさを吹っ切った笑顔を見せている。
ユン
コンラッドやハリオムの同僚。秋芳洞で再生GOD悪人軍団の追撃を振り切れず、再生アリカポネの葉巻から放たれた吹き矢が後頭部に突き刺さり死亡。
ハリオム
コンラッドやユンの同僚。SPIRITS結成時にはコンラッドと共に滝に意見し、諌められた。秋芳洞で退却中、再生ガマゴエモンが放った火炎ガマ油に身を焼かれ死亡。
第6分隊
アマゾンライダーのサポートが主任務。九州地方熊本県の再生ゲドンと沖縄県の再生ガランダー帝国と、二地区に分かれて戦う必要があったために戦力を二分せねばならず、獣人に苦戦、多くの犠牲者を出す結果となった。
第7分隊
ストロンガーのサポートが主任務。百目タイタンの雷撃に敵わず太刀打ちできなかった。志郎と藤兵衛の登場によって撤退を勧められる。
第8分隊
スカイライダーのサポートが主任務。
第9分隊
スーパー1のサポートが主任務。東北地方の再生ドグマ王国と北陸地方の再生ジンドグマと、二地区に分かれて戦っている。
目黒 圭一
第9分隊隊長。SPIRITSには珍しく日本人のメンバーで、元は自衛隊所属者で優秀なレンジャー隊員。ジンドグマ怪人を撃退しにXライダーやジュニアライダー隊と合流する。第二部終盤において富士山で殉死した空陸軍の生き残りで、飄々とした一面とは裏腹に本性はBADANに激しい敵対心と憎しみを抱いている。敵対心に執着する姿には部下たちからも恐れられている。富山湾においてバダンの竜の背中で悪魔元帥に攻撃を仕掛けたが、直後バダンシンドロームによって脳を冒され情緒不安定のままスーパー1に攻撃を仕掛ける。ライダーマンのBADAN内部での行動によって竜は消滅し、その勢いで洋のいる青森で倒れる。救出された後、赤心寺に志願し、修行している。地獄谷五人衆出現時にはスカイライダーに「戦場において敵の残置した火器は、我に有効な武器であることを忘れるな」の言葉を贈り、勝利に貢献する。その後、フレイアの蘇生能力により治癒され現役に復帰する。そしてフレイアの優しい抱擁による治療のお蔭か、以前に時々見せていた憎悪の表情もなくなり明るい雰囲気になっている。復帰した後、スーパー1を助けるために不死身のカイザークロウの唯一の欠点である右肩に留まっていた鴉の足跡への銃撃している。
第10分隊
ZXのサポートが主任務。荒くれ者の多いSPIRITSの中でも、特に危険人物の寄せ集めと言われている。ZXのお目付け役としてがんがんじいも同行中。ZXにかつて戦った組織がないため、他の部隊の援護に日本各地を飛んでいる。
ゴードン
隊一の巨漢であり、その膂力を活かして巨大な槍を射出するランチャーを武器として所持。只、このランチャー自身も巨大な上に単発式のため、彼の傍には常に予備の槍を何本も抱えた者が2人付いている。彼の武装は、再生怪人のサボテンバットやカメレオンファントマ、コウモリフランケン、サンショウウオ獣人などを串刺しにした他、ガガの腕輪を装備したゼロ大帝に大ダメージを与えるなど、第10分隊の中でも大きな戦力として活躍している。
ノーラッド基地でBADANに父と兄を殺された過去を持つ。日本（本人曰く「腰抜けの国」）を守るためではなく、その復讐のためにSPIRITSに参加。最初は軽い人間不信になっていたようで、入隊当初には仮面ライダーの存在意義を根底から見下し、滝にも反感を抱いていた。
元はBADANにいたZXを恨んでおり、怪人ごと殺そうとしたことがあるが、京都での戦いで彼の本心を知って以来、少しは丸くなったらしく彼のことを認めるようにはなったらしい。
滝に変身した再生カメレオンファントマがSPIRITSの犠牲者を足蹴にした時、ゴードンだけが偽物と見抜いており、滝のことも認めている様子がうかがえる。滝が再生GOD機関に拉致されたことを知った時は誰よりも悔しがり、反りの合わなかった5分隊の殉職者に敬意を表し、唯一の生き残りとなったコンラッドに憎まれ口を叩きつつも迎え入れるなど、本来の仲間想いの心を取り戻し始めている。
アマゾンの左腕を切断したモグラ獣人に対しては操られていたことを理解しつつ殺害だけを考えていたものの、命がけでアマゾンの腕を守る姿を見てからはモグラ獣人を治療するウェイ・ペイに「絶対に死なせるな」と仲間として扱う面を見せている。
ゼロ大帝によって右眼を切り裂かれ、隻眼になってしまう。
ウェイ・ペイ
棒術の使い手だが、鍼の心得も持っている。また、中国の故事にも詳しい。
クセ者揃いの第10分隊の中では割と温和な明るい性格。ただし、一旦キレるとかなり冷徹で恐ろしく、自分の制止を全く聞かずZXに暴言を吐いたり殺しかけたりしたゴードンを本気で殺そうとしたこともある（事実、ゴードンを軽い一撃だけで昏倒させることが可能）。SPIRITS結成の際には、滝の「魂」に最初に参加。ガランダー帝国との戦いの中、強化して暴走するモグラ獣人にBADANのニードルが放った特殊な針が刺さっていることを見抜いて針を抜くことに成功。「師匠」と呼ぶ発言からニードルとの面識が深い模様。
ベイカー
オネエ口調で話すナヨナヨした黒人。いわゆるオカマで強い男が好みらしいが、戦闘スタイルはクロー付きのナックルを装着してのボクシングと、戦術はワイルド。金が目的でSPIRITSに参加した。日本海海上で再生クモナポレオンの糸から助けてくれたXライダーに一目惚れし、勝手に「ダーリン」と呼んでいる。
村枝賢一の別作品『RED』からスピンオフしたキャラクターである。
アルベール
SPIRITSで最も優れた狙撃能力を持っており、輸送機から行う各種火器での狙撃が主な任務。なぜか、瞳は記憶が戻る前の村雨と同様の多重丸模様で描かれている。プライドが非常に高い。たまたま自分の銃に触れた村雨に銃口を向けたこともあるが、彼の戦闘能力および、同様の状況でZXに命を救われたことから、彼のことを認めている模様。
ヒューリィ
日本刀を武器にしている。口数は他のメンバー程多くはない。再生イソギンチャク獣人を寸断（アルベールとの共闘）しており、剣の腕は相当に冴えている。

### ツクヨミ
古代の地球に人類創世を促した3神のうち、金色の神スサノオに仕える白銀の従者。本作品において、人類の始祖的な存在。かつてはJUDOの仲間であったが、人間への情に目覚めて人類を守ることを決意し、JUDOとアマテラスを裏切った。その後アマテラスを破壊し、自らの肉体と引き換えにJUDOを「虚無の牢獄」に幽閉した。肉体がない（JUDOの封印に全ての力を注いでいるため、使えるのは村雨 / ZXへのテレパシーと「虚無の牢獄」でのヴィジョン投影程度）ので自分から手を貸すことはできないが、ZXが月面から帰る際に魔法陣を発動させるなど、間接的なサポートを行うこともある。人類の自由と平和を願っており、静かにそれを見守っている。JUDOの証言によると、BADANで使用される時空魔法陣は元々はツクヨミの能力だった。
名前や過去のエピソードの一部は、日本神話のツクヨミをモデルとしている。

### BADAN
本作品における悪の組織。仮面ライダーに敗れたショッカーからジンドグマまでの11の組織を裏から統轄していた上部組織。自分たちを「神に愛された者たち」「選ばれし民」と称し、世界征服と人類抹殺を目論む。社会の裏で暗躍する歴代の暗黒組織とは異なり、表舞台に現れ大規模な制圧作戦を実行する。巨大な移動要塞「サザングロス」を拠点とし、他にもUFO（バダン・シティ）や改造人間プラント（黒いピラミッド）を多数保有している。
第1部では世界各地で暗躍しており、BADANの怪人たちがそれぞれ何らかの計画や科学者の誘拐などを実行していたが、仮面ライダーによって阻止される。第1部第十六話において全人類に対し電波ジャックによる宣戦布告を行い、公に自分たちの存在を明らかにした。
第2部以降は暗闇大使の指揮の元、「虚無の牢獄」に幽閉された大首領JUDOの復活を目的に活動し、大首領の器たるZXボディを与えられながらもBADANを抜けた村雨良を付け狙う。第2部終盤では、仮面ライダーに倒された歴代の悪の組織を時空魔法陣の力で復活させ、黒いピラミッドと共に日本各地に送り込む。大首領が日本中にバダンシンドロームを発症させたこともあってか、完全に日本を制圧する。
第3部以降は、「BADANの聖地」と化した日本において、各再生組織に大首領復活とバダン帝国の樹立を実行するように命令するが、日本各地の再生組織が次々と仮面ライダーやSPIRITSの活躍によって鎮圧されていく。そして残りの再生組織がショッカー、デルザー軍団のみとなったタイミングで、大首領が「時空破断システムを操る」という暗闇大使の行動を「増長した」と判断、暗闇大使に対して制裁を加える。結果、この制裁が原因で暗闇大使は大首領JUDOを見限ることを決意。大首領の代わりに三影、シズカ、良の三人をBADANの新たな神々として掲げ、大首領JUDOと彼の配下であるデルザー軍団に反旗を翻し、「仮面ライダーvsデルザー軍団vsBADAN」という三つ巴の戦いとなっていく。
暗闇大使が自身の強化のためにサザングロスを取り込んだことで本拠地を失い、東京湾が凍結して出来た「阿修羅谷」および凍結に巻き込まれた「豪華客船」を新たな拠点とするようになる。
モデルは『仮面ライダーZX』のバダンであり、以前の組織の怪人たちを再生させて使役したり、首領は実体を持たない髑髏のようなイメージで登場したりと共通点も多い。主な怪人たちのモデルも同作に登場したバダン怪人とその強化体のUFOサイボーグである（第一話の蝙蝠怪人や他組織の再生怪人は除く）。

#### 首領格
大首領JUDO / スサノオ
古代の地球に人類創世を促した3神のうち、金色の神にして人類の敵。自身の傀儡である自律プログラム（ショッカー首領、デストロン首領、岩石大首領）や忠実な尖兵を用いて、仮面ライダーが戦った歴代の暗黒組織を操っていた。
後にBADANに離反され、直属の配下であるデルザー軍団を率いる。

ツクヨミ（三影）、アマテラス（シズカ）
旧き神たる大首領JUDOに代わる新たなBADANの神々。ZX（村雨良）を含めて「新たな三柱」とされている。

#### 幹部クラス
ガモン大佐 / 暗闇大使 / サザングロス（怪人）
大首領JUDOの意志を代行するBADAN最高司令官。ショッカーの大幹部である地獄大使（ダモン将軍）の従兄弟で、顔は地獄大使と瓜二つである。策を講じることに長けており、性格は冷酷無情な面が目立つが、その本質は生来の小心者。人間の「ガモン」であったころ、東南アジアの小国の独立戦争で解放軍指導者として活動した際には「知恵の悪魔」と呼ばれ、戦死後は生前の功績を称えられ、小国は「ガモン共和国」に改められた。実は自身の存在を疎ましく思っていたダモンの策略により戦死したのだが、先に自分を選んでいたという大首領の手によって復活した。
ダモンが地獄大使と名乗っていたのに対し、自身は暗闇大使と称する。第2部初期は人間の姿で、復活して間もないためか、肉体の再生が不完全な状態だった。時空魔法陣により改造人間の素体となる、各主要都市の市民を世界各地から召喚しようとしたが、1号〜ZX（ライダーマンを除く）が全ての魔法陣を破壊したそのフィードバックで死亡する。しかし、大首領に再び命を与えられ、特撮版と同じ姿で復活を遂げた。
以降は大首領に与えられた力で、ショッカーからジンドグマまでの全幹部と全怪人を魂のない状態で復活させ、その指揮を執っている。復活させた者の眼を通じて、相手や周囲を見ることも可能。大首領の復活に役立つと時空破断システムを「操れる」結城をBADANに引き入れたが、その行動や時空破断システムを操るという言動が大首領からは「増長した」と判断され、制裁として顔面を割られて恐怖を味わう羽目に陥った。
同じ顔を持つ地獄大使（ダモン）とは本当の双子のような存在であり、彼のことを「兄者」と呼び慕い、サンフランシスコに住んでいた幼少期から行動を共にしていたが、自身はダモンの影のような存在であった。そして、彼に裏切られたことが元で凄まじい憎悪を抱き、その憂さ晴らしとして、地獄大使に自我を持たせつつも、肉体は中途半端に再生した状態で復活させることになった。
前述の大首領からの制裁から、かつて裏切られたトラウマが蘇り、切り捨てられる前に自分が裏切ることを画策し、彼率いるBADANはJUDOとデルザーに反旗を翻した。だが、その一方で大首領への恐怖に非常に怯えている。
大首領を裏切った後は三影とシズカに従うようになり、時空破断装置を制御した結城を利用して大首領を暗殺する計画を立てる。しかし、結城は「虚無の牢獄」内での大首領との戦いに敗北。さらに大首領（ホムンクルス）の出現に伴い、サザングロスが地上に向かって落下を開始。その最中、生き延びようとする執念によるものか自らサザングロスと同化を始め、『新』73話にて怪人サザングロスの姿となった。だが、完全な同化を果たしたわけではなく、サザングロス内部で徐々に強化を図り、やがて下記のサザングロス（覚醒前）の姿になる。その後は自身を探すデルザー軍団の目を欺くべく、豪華客船内のホールに潜伏した。
精神が不安定になったため、その意識は地獄大使を慕っていたころの記憶の中に浸かった状態になっていたが、船内に残されたトランプを用いたシャドウの精神操作により、地獄大使に裏切られたトラウマを呼び起こされると同時に、ガラガランダに丸呑みにされる幻覚を見せられ、地獄大使への憎悪を掻き立てられる。シャドウから再び「神（大首領JUDO）の使い」として忠誠を誓うことを呼びかけられ、シャドウのトランプと共に本体が外殻内部に取り込まれ、遂に完全なサザングロスへと覚醒を遂げた。
サザングロス（本体）
サザングロスが地上に向かって落下を始めた際、執念を燃やす暗闇大使が自らサザングロスと同化し怪人化した姿。
原作（雑誌グラビア版）と同様、フジツボやホヤのような突起物に覆われた醜悪な姿をしており、元の暗闇大使と同じく電磁鞭や鍵爪を持つ。初めてこの姿になった時点では、まだ完全な一体化を果たしていない状態らしく、その後もサザングロスを縮小させる形で自身の肉体に取り込んでいく。また、自身を探しているジェネラルシャドウを欺くべく、サザングロスを取り込む過程において脱皮した抜け殻を阿修羅谷の至るところに配置している。
サザングロス（覚醒前）
暗闇大使がサザングロスとの同化によって、豪華客船に隠れることが可能なサイズまで収縮した姿。
外殻部分にサザングロス（本体）の上半身が埋め込まれた様な外見が特徴的だが、この姿では自らの意識が「過去の記憶の中に引き篭もった状態」となっている。その影響で今までの記憶が混濁・極度の精神不安定状態となっており、地獄大使を自らの手で死に追い込んだことも忘れてしまっている。地獄大使の死をジュクの秀に指摘された際には涙を浮かべていた。また、常に強い飢餓感を感じるようになっているらしく、船内から掻き集めた無数の乗客の死体を貪り食っている。
サザングロス（覚醒後）
シャドウの精神操作によって、地獄大使への強い憎悪を力に変えた暗闇大使が、完全にサザングロスと一体化し覚醒した姿。
原作（雑誌グラビア版）と同様、サザングロス（本体）の上半身がサザエの殻や大砲に覆われた姿となっている。両腕や全身に備えた大砲からの砲撃は凄まじい破壊力を誇り、撃ち出した砲弾の軌道をコントロールして敵を追尾させることも可能。
村雨 良 / コマンダー / ZX
→村雨 良 / 仮面ライダーZXを参照。
三影 英介 / タイガーロイド / ツクヨミ
元インターポール捜査官。BADANの引き起こした一連の事件の調査を担当していたが、その過程で人類に見切りを付け、力を求めてBADANに接触する。BADANの一員となった後は自ら改造手術を受け、虎の改造人間「タイガーロイド」となる。
第2部序盤でZXと共に無数のコマンドロイドたちを率いて、世界中の軍事拠点を潰しながら大量虐殺を行った。その後、ガモン共和国において仮面ライダー2号と戦闘。戦いの最中、1号と2号のライダーダブルキックからZXを庇って重傷を負う。その後は、強化手術を受けて復活し、BADANを裏切った良（ZX）を付け狙う。以降も強化再改造を重ね続け、最終的に新たなツクヨミとなる（第3部第三十五話でも、一瞬だけツクヨミそのものの姿へと変身している）。しかし無理な改造が祟ったのか、アルビノ化や肉声の喪失（コミュニケーションにはテレパシーに近い無線通信を用いる）、長時間の戦闘が困難と代償も生じている。
ニードルの離反後は、暗闇大使の右腕として行動することが多くなったが、心の奥底では自身が神として掲げたいのは大首領JUDOではなく人間・村雨良であることをニードルに指摘されている。
暗闇大使が大首領を見限る決意をした後は、大首領に代わる新たなBADANの神々として掲げられ、実質的に暗闇大使よりも上位の地位に就いている。
良をJUDOに代わるBADANの王として君臨させ、自身とシズカをその従者とするつもりでいたが、新たなアマテラスの素体として必要な素質を持つシズカと違い、自身は十分な素質を持っていないことをツクヨミに指摘されていた。しかし、人が神になることに興味を抱いていたツクヨミによって、自身が良を補佐する参謀役に相応しいかどうかを確かめることを条件に彼から時空魔法陣を操る力を与えられた。
当初はほぼオリジナルと同じ形態と能力を持っていたが、改造強化を重ねたことで次第に姿が変わっている。
村枝は、三影を段階を踏んでライバルとして描くことを考え、人間を見限る三影に感情移入できるよう、滝やアンリに近いインターポール捜査官として初登場させた。また、村枝はタイガーロイドが大のお気に入りで、「自分が信じていた理想をバダンに裏切られても、バダンに忠義を尽くして死んでいったその任侠さに感動した」とコメントしている。
改造タイガーロイド
1号と2号のライダーダブルキックに敗れ去ったタイガーロイドが強化手術を受けて復活した姿。ZXと同じ、肉体の99%を機械化したパーフェクトサイボーグとなっている。アルビノ化による影響で白い体毛に覆われており、さながら白虎を思わせる。変身の前後を問わず、全身の至るところから砲身を出現させることで全方位へ攻撃することが可能。右眼はレーザーサイトになっており、的確に相手を狙える。
湘南海岸でZXと対決し、全身の砲身から発射するレーザー光線で苦しめるが、レーザー光線の一斉射撃角が40度までしかないことを見抜かれる。その体勢立て直しに要する0.7秒の隙にZXのダイビングクラッシャーを受けて敗れるが、三影を助けに来たジュクの秀の妨害もあり、トドメを刺すには至らなかった。
強化改造タイガーロイド
湘南海岸でのZXとの戦いの後、さらなる強化改造を施したタイガーロイド。虎の頭と両腕を除き、そのボディはツクヨミに酷似している。砲身を出現させず、直接全身からレーザー光線を放つことが可能になっており、額にはZXと同じ探知メカを搭載している。
秋芳洞でキングダーク2号機の警護をしており、SPIRITS第5分隊を壊滅状態に追い込み、因縁のあるXライダーと交戦する。Xライダーを窮地に追い込むが、隙を突かれての真空地獄車とXキックを受けて出力ダウンし、相打ち同然に変身を解除された。倒れたところをアマテラスに救われ、キングダーク2号機の内部で彼女から治療を受けている。
ツクヨミ（三影）
改造手術の繰り返しにより、新たなツクヨミとなった三影の姿。もはやタイガーロイドの面影は一切残っておらず、その姿はかつてのツクヨミそのものとなっている。『新』第26話ではシズカ（アマテラス）と共にこの姿に変身し、暗闇大使より「ツクヨミ様、アマテラス様」と呼ばれている。
上述の通り、三影はツクヨミの素体になるための素質が欠けていたが、ツクヨミ本人によって時空魔法陣を操る能力を与えられている。これによって、敵の周囲にレーザー砲を出現させて全方位から狙撃したり、身体の一部分に魔法陣を展開して敵の攻撃をすり抜けて無効にするなど、攻守ともに隙が無い。だが、あくまでもツクヨミと契約したことで得た能力のためか、ツクヨミの意思によって使用不可能となる場合もある。
両手で「∞」を描いたのちに「開く」動作を思わせるオリジナルの変身ポーズを見せるが、その際全身からの出血を招いている。ジュクの秀によるとシズカとは違い、多大な負荷を及ぼし、変身もあと何回できるか分からない状態となっている。
マスクとボディ色（ZXにおける赤い部分）は白色に近い銀色、クラッシャー部、ボディ模様がZXとは異なっている。変身後の武器として左大腿部に簡素な柄のみの電磁刀（長ドス）を装備している。

ニードル / ヤマアラシロイド
BADAN四天王の一角の担い、怪人軍団長を務めるヤマアラシの改造人間。逆立てた髪を持ち、白衣を着て眼鏡を掛けた青年。普段は慇懃無礼な口調で話し、物腰柔らかな印象だが、逆上すると残忍な本性を現す二面性の激しい人物。
ヤマアラシロイドに変身後は全身の針を槍のように使う。また、人間の姿でも髪の毛を針と化して、攻撃・操作など様々な用途に使うことができる。他、一旦はアマゾンに切り裂かれたトカゲロイド・モグラ獣人・ガランダーの獣人たちなどを復活・怪獣化させる効力もある。その針には微細な「返し」があり、一度刺されば良がやったように貫通させる以外の手段ではニードル自身にしか抜くことはできない。だが、スーパー1の赤心少林拳奥義・梅花には全く成す術が無かった。
ZXの身体を手にして神になることを企んでいたが、ZXの身体に隠されていた真実を知ってBADANを脱走。現在は追手のコマンドロイドを倒す一方、自分の針を仕込んで要塞サザングロスに潜入させるなどして暗躍。悪人には違いないが力に執着する姿勢や、クリームパンが好きと思われる描写もあり（そして村雨と三影の決闘のゴング代わりに、その袋を膨らませて割るという子供じみたことをした）、妙に憎み切れない人間臭さを見せることもある。
BADANを脱走してからは無精髭を生やし、白衣もボロボロで汚れまみれというホームレス同然の姿になっている。村雨の回想場面で村雨しずかのZX実験に立ち会い（後に自らが実験に掛けたと告白）、白衣を着ているが経歴は不明。
後に第3部四十四話にて、何らかの思惑を持ってサザングロス内部に潜入。結城や三影たちと接触し、暗闇大使によって捕獲された。以降は再びBADANの怪人として暗躍し、再生BADAN怪人を統率する役割を持つ。
ウェイ・ペイから「師匠」と呼ばれているが、当人には全く覚えが無いらしく、後に『新』76話のニードルの回想において、改造手術から目覚めた段階でそれ以前の記憶が全て消えていたことが分かっている。
怪人態は原作のオリジナルに比べて体付きと頭部が鋭角的になっている。肩の槍着脱機構もアレンジされている。
プワゾン（フレイ・ボーヒネン） / ドクガロイド
BADAN四天王。女性に見紛う長髪の美青年で、猛毒を操る毒蛾の改造人間。フレイアの双子の兄。第1部第十三話で父のボーヒネン博士をBADANに迎え入れるべくノルウェーを訪れ、スカイライダーと対決する。ドクガロイドとしての正体を現して（部分的に変身し、翼だけ出すことも可能）、猛毒の鱗粉攻撃でスカイライダーを一旦は退け、さらにはノルウェー空軍機の一個編隊を全滅させる。然し、スカイライダーと再戦した際には、偶然妹のフレイアの解毒能力を身に付けていた彼に鱗粉攻撃が通じず、逆にライダーブレイクと大回転スカイキックを食らい、大空に散った。
猛毒の鱗粉は口から毒ガスとして放つことも可能で、発射された拳銃の弾丸を瞬時に腐敗させ、消滅させた。
自分と似たような境遇のビクトル・ハーリンに対しては手荒に扱わず、改造されてもなお父を信じているなどの情感も幾分は残っており、それが醜い裏切りであったことを知るや激怒。怒りに任せて父を殺してしまう。大空に散る際には、人間としての涙を流していた。
オリジナルと違い、体や顔は細身でより本物の蛾に近く、背中の装備も原作ではマントだったが、本作品では完全に蛾の翅になっている。
アスラ / アメンバロイド
BADAN四天王。筋骨隆々の強面の男で、アメンボの改造人間。ZXを除けば、現時点のBADAN怪人の中で唯一完全な宇宙空間での戦闘が行える改造人間。第1部第十五話で月面基地を壊滅させ、職員のほとんどを死に至らしめた。かつては拳神と呼ばれるほどの拳法家であったが、老いのために衰えた自身に無情を感じ、BADANに自ら望んで改造された身。ただし、ニードルの戦法に対し何の対処法も持とうとせず、一也のように赤心少林拳奥義・梅花を会得するため、悟りの境地に到達しようとした形跡は全く見られない。
月面でスーパー1と戦った際には阿修羅の名の通り伸縮自在の6本の腕を駆使し、自身の優れた拳法と併せて彼を苦しめた。時空魔法陣を操る力も持っている。地球でスーパー1と再戦するも、セルゲイによって生じた刹那の隙にスーパーライダー月面キックを喰らい、敗れ去った。
ほぼ原作に近い形態を持つが、全体的に筋肉質にアレンジされた。着脱式だった四本の複腕は内蔵伸縮型となり、さらに両腕も足のように変形する能力が追加されている。
サラマンダー / トカゲロイド
BADAN四天王。テンガロンハットを被った、エリマキトカゲの改造人間。西部のならず者のような風貌の男で、口癖の「ウゼェ」からも見られる通り、とにかく気性が荒く、ニードルにもよく口答えし、プワゾンは嫌悪感を表していた。人間態でも口からは高温の火炎を吐くことができ、アマゾンに大火傷を負わせた。
南米でムシビトを従えてビクトルを狙うが、居合わせたアマゾンに妨害される。その後、ニードルからビクトルの捕獲とアマゾンの始末を命じられ、ギアナ高地でトカゲロイドの正体を現してアマゾンと再戦。大切断で一旦は頭を裂かれるが、ニードルによってすぐ復活。再生能力を得てアマゾンを追いつめるが、再生能力が暴走してティラノサウルスに似た巨大怪獣と化したところにスーパー大切断を受けて倒された。
デザイン面、能力面ともに原作そのままだが、首の襟巻きを展開して炎の集束板にする能力は未使用。

#### アマテラス
古代の地球に人類創世を促した3神のうち、金色の神スサノオに仕える白銀の従者。JUDOとは同族であり仲間。遠い昔、肉体は裏切り者のツクヨミによって破壊されたため、銀のドクロの姿になった。
名前のモデルは、日本神話のアマテラス。
銀のドクロ以外には秋芳洞にて登場した個体「シズカ」と、月面の高知にて登場した個体「蘇生体」の二種類が存在。
シズカ
村雨しずかのクローンを素体として作られたもの。人間態はボディスーツ状の外皮に覆われ、身体から発する極細のワイヤーによって至近のサイボーグ体や機械に干渉してコントロール出来る他、不安定な三影の身体を外部制御で安定させる能力を持つ。キングダーク2号機内で三影を膝枕している姿が描かれているが、自我意識はほとんどないようである。ジュクの秀はアマテラスと呼ばず、「シズカ」と呼んでいる。普段は三影に付き従うような形で行動している。
ショッカー鎮圧後、弟・良の存在を感じてサザングロスから抜け出す。良に対しては、オリジナルの村雨しずかの記憶か、愛情のような感情表現を表す。その後、良とともにSPIRITSの基地に趣く。ルリ子の検査の後、ルミがオリジナルのしずかの実家の近くの浜で採取された貝殻を手渡すと興味を示していたが、その無垢さからか彼女に敵意を持って近づき、貝殻を踏みつけようとしたSPIRITS隊員を手刀で一刀両断に斬殺する。それによって良と対峙した際、両手で円を描き左手でギリシャ文字の「α」を刻むというオリジナルの変身ポーズを見せた。ZXにマスクを破壊されるが、銀のドクロと引き合い融合、アマテラスの人格が表れる（シズカ時代の記憶のようなものは消え、JUDOの従者時代の記憶に戻る）。ツクヨミに変身した三影を見て「裏切り者」として殺そうとするが、その間に立ちはだかった良の声を聞いたことでしずかの記憶が一瞬表れ、再びシズカに戻る（三影は「銀の頭蓋を取り込んで完全なアマテラスとなる」と言っている）。その後は三影に抱えられサザンクロスに帰還する。
暗闇大使が大首領を見限る決意をした後は三影や良と共に、大首領に代わる新たなBADANの神々として掲げられ、実質的に暗闇大使よりも上位の地位に就いている。三影・ニードルと共にSPIRITS基地を訪問した際には初めて明確な言葉を発する。本人によれば造られた段階で自我その物は存在し、良と再会する2日前に言語を修得した。「オリジナルのしずか」からもいくらか記憶を引き継いでいると語るが、親愛と恋愛の区別はついてないのか、良にキスしようとして拒絶されている。
マスクとボディ色（ZXにおける赤い部分）はピンク色、クラッシャー部、ボディ模様がZXとは異なっている。敵の直接攻撃を暴走させ、敵自身に被害を与えることで攻撃を防御する。変身後の武器として左大腿部に電磁レイピアを装備している。このレイピアは刀身が折れてもナックルガード部に爪を打ち込むことで再生する。
村雨しずかのクローンを作り新たなアマテラスの力を与えた理由を、それまで40%に満たなかったJUDOとの同調係数を99%まで引き上げたしずかの資質だと三影は良に語っている。
アマテラス蘇生体
嘗てツクヨミに破壊されたアマテラスの残骸から生じたサタンニウムによって形成された個体で、首の無い身体のみの姿をしている。再生デストロンによって採掘されたことで身体を形作って蘇り、発する超高熱エネルギーを利用し大首領JUDOを解放する計画に使用されるが、V3の火柱キックによって大爆発を起こし破壊された。
銀のドクロ
ロッサ（バラロイド）を操っていた髑髏。人の憎しみを喰らい、相手が恐れている者の姿をした銀を精製する。また、これを核として再生された者は、生前の魂を持つ。その正体はアマテラスの頭蓋骨。
スペインの西方にある大陸から運ばれている途中で船と共に大西洋に沈んでいたのをグレコ爺さんにより引き上げられ、疫病の原因となっていた。疫病の元凶として疑われ自殺したロッサにつけ入り、彼女をバラロイドとして復活させた。バラロイドがXライダーに敗れたことで再び海底に沈んでいたが、海中型コマンドロイドによって銀の髑髏の残骸が回収される。回収後修復され現在では地獄大使の核となっている。
地獄大使の死後は、SPIRITSと敬介により回収されている。魔法陣から現れたヤマアラシロイドに奪われるが、ライドルを細い繊維の限界に変換してXライダーが追跡、母体のコピーでもあるシズカと反応し、魔法陣を用いたヤマアラシロイドの策によってシズカと融合を果たす。
融合した直後やJUDOがホムンクルス体として現れた際にはシズカから主導権を奪っている。

#### BADAN怪人
歴代の暗黒組織が培った技術の粋を集め生み出した改造人間たち。原作では、強化兵士、UFOサイボーグと分類があるが劇中では強化兵士で統一されている。
グィン将軍 / クモロイド
ガモン共和国のクーデターの指導者で、蜘蛛の改造人間。人間の頭脳を「只のタンパク質のカタマリ」と罵り、戦災孤児たちを誘導爆雷に改造しようと企んだ。口から吐く糸は硬化させると銃弾すら受け付けなくなり、ライダーキック中に縛られた2号も脱出できず、全身の骨をへし折るほど。人間の首筋に打ち込んだ場合、繋がっている間は自分の思いどおりに操れるようになる。
内地戦のゲリラを試作型コマンドロイドの素体として使い、戦地で無差別虐殺をさせていた。一旦は2号を敗退させ、真美を操って子供たちを誘導爆雷に改造させようと目論むが、再戦を挑んできた2号のライダー卍キックで撃破された。
公式ガイドブック『受け継がれる魂』ではグィン将軍の正体とされていたが、『受け継がれる魂II』では本物のグィン将軍は第二話の冒頭で殺害されており、クモロイドはグィン将軍に変装していたとされている。第2部のニードルの回想場面ではグィン将軍の姿でプワゾンたちと共に登場していた。
機械然とした原作より生物的なデザインが特徴で、頭部もやや小さくなっている。複眼部の中に多数の武器を持つ機能は未使用。
ベガ / タカロイド
鷹の改造人間。改造人間プラントである黒いピラミッドから素体3万人を回収する任を帯び、エジプトで暗躍していた青年。ただの盗掘者を装って、風見と接触、後にタカロイドの正体を現して対峙するが、V3マッハキックの前に敗れ去った。プワゾン同様部分的に変身し、翼だけを広げて使うことも可能。人間態の時は常にサングラスをかけており、その下の目元は鳥目に見える。
本人曰く「借りは作らない」のと「お宝はほったらかしにしない」がポリシー。根はさほど悪人ではなく、貧しい盗掘者の村で生まれ、現金と家族の安全を条件にタカロイドへと改造されたという経緯がある。無関係な人間については誰も直接手を掛けず、風見に対しても奇妙な友情を見せていた（死に際に人ではなくなった身体では家族に会えないと口にし、風見に同意を求めている）。自分で破壊した機械の王妃に同情の念を思わせる言葉も口にしているなど、BADANへの忠誠心も皆無だった様子。
原作よりも人間の体形に近くなっており、原作で着脱式だった翼も最初から背中に生えている。
ロッサ / バラロイド
薔薇の改造人間。スペインの酒場でフラメンコダンサーとして人気の踊り娘。核（コア）である銀のドクロと共にバラロイドとしての正体を現し、銀のキングダークを操ってXライダーを追いつめるが、グレコと滝によって彼女を操っていた銀のドクロ の手前まで銛を撃ち込まれたところに天空からのXキックを食らって銀のドクロと共に貫かれ、撃破された。
ロッサはグレコの息子ドメニコの妻で、40年前に人間だったころもフラメンコダンサーだったが、余所者であったことから疫病を運んできた（実は疫病はグレコ爺さんが海から引き上げた銀のドクロによって起こされた）元凶だと罵られ、夫を殺された挙句に自害。その際に芽生えた人々への恨みの心を銀のドクロにつけ込まれてバラロイドとなってしまった。Xライダーに敗れたことで銀のドクロ / アマテラスと怨念から解放され、ロッサとして笑みを浮かべ乍らドメニコの元へと旅立っていった。
なお海の中でXライダーに話しかけていたのはロッサではなく、彼女を操っていた銀のドクロである。
上半身はほぼ原作どおりだが、本作品では女性怪人のため下半身にスカートを履いている。原作設定にあった巨大な薔薇型パーツは未登場。
ラ・モール / カメレオロイド
ZXを追う刺客として差し向けられたヒッピー風の男で、カメレオンの改造人間。人間態でもどんな場所にも溶け込んで見えなくなることが可能。伸縮自在の舌は数十メートルまで伸び、硬度も自在に操ることで手下のコマンドロイドごと村雨の腹を貫けるほど。屈折した性格で、金富老人を「徳のある笑顔が嫌い」という理由で惨殺したが、皮肉にもそのことが村雨に怒りの感情を取り戻させることとなった。
不完全ながら再生能力を持っており、一旦はZXパンチに敗れるも一応の復活を果たす。まだ再生しきっていない身体で暴走してルミを捕まえるが、十字手裏剣と衝撃集中爆弾で木っ端微塵に吹き飛ばされ絶命した。
原作よりもカメレオンらしい生物的なデザインにアレンジされており、原作でのメカニックに近い要素は両腕が万力風というところのみ。ちなみに再生体は死神カメレオンのオマージュとなっている。

#### 暗闇大使から生まれた者
ニードル達のように人間から改造された者ではなく、暗闇大使が自身の背骨から生み出した怪人（そのため、改造人間ではなく人造人間（ホムンクルス）に近い存在である）。普段こそ人間体だが、人間としての名前はない。
村枝は、他の怪人と異なる設定にしたのは、暗闇大使が不完全な状態であることを表現するための時間稼ぎであると述べている。また合体するという設定は、ゼクロスの成長を描写するためのバトルインフレ表現であったとしている。
ジゴクロイド
蟻地獄の怪人。人間態はハードロッカー風の若者型で、リーダーを自称するメタ発言もしていた。性格は残虐そのもので、殺戮に悦びを見いだしている。随一のバイクテクニックを持っており、ハンドルを握らずとも運転が可能。怪人態になると、鎌状の両腕からは振動波を発生させ、触れたもの全てを砂塵に変えることができる。高い再生能力と融合能力を持ち、一度は零距離からのZXキックで敗れるが、焼け焦げた外皮を脱ぎ捨てて真っ白な人間態となり、すぐ再生。しかし怪人態に変身する能力は失ったため、カマキロイドと強引に融合してダブルロイドとなり（カマキロイドに対しては一方的に気があったらしく、彼女と融合する際は「愛し合おうぜ」などという、際どい発言もしていた）、再びZXとその応援に駆け付けたライダーマンやスーパー1と激闘を繰り広げる。更にカニロイドとも融合してトリプロイドとなり満身創痍のZXに止めを刺そうとするが、完全に記憶を取り戻したZXの圧倒的な力の前には敵わず、全ての腕をマイクロチェーンで縛られての電撃、衝撃集中爆弾、電磁ナイフ、そしてZXパンチを立て続けに食らってボロボロになり、そのまま空中へと牽引され、ZXキックで頭頂部から真っ二つとなって爆散した。その後も彼らは元の背骨の一節だけの姿で辛くも生き延びていたが、ニードルに髪の毛を撃ち込まれて、遂に絶命した。
デザインはほぼ原作どおりで、着脱式だった両腕の鋏も変形式になっている。
カマキロイド
カマキリの怪人。人間態はウェーブがかった長髪に、スーパーモデル風の美貌を誇る女性型。怪人態になると、鎌鼬を放つことのできる右腕の巨大かつ鋭利な鎌と、指先から出す麻酔効果のある煙を武器とする。三人の中では最も感情表現が豊かで、人を斬り刻むのが大好き。滝に「悪趣味な女」と罵られるが、自身は「外連って言ってよ」と言い返すユーモアもある。煙で動けなくした人々を盾にZXを苦戦させるが、逆にマイクロチェーンで結界を張られて身動きを封じられた上、電磁ナイフで逆袈裟懸けに斬られ、大ダメージを負う。しかしジゴクロイドとの融合によって、ZXの表皮を切り刻める凶暴な羽虫を背中から多数放てるようになり、瞬く間にZXを窮地へ追い込んだ。
ジゴクロイドに好かれていたようだが、彼女自身には全くその気はなかった様子。融合する際もかなり嫌がった上、融合が終わると肉体の主導権を奪われていたため、相当不満げであった。
体のデザインは原作版に近いが、本作品では女性体形となり、頭部の形も変わっている。
カニロイド
蟹の怪人。人間態は杖を突き、背を曲げた小柄な老人型。面倒なことが嫌いらしく一言も喋らないが、怪人態になると「シュシュシュ」と不気味な笑い方をする。銃弾は勿論、アンリによるRPG-7の砲撃や、果ては落下するヘリコプターが直撃してもビクともしない硬い甲羅と、両腕と両肩にある鋏、そして口から吐く溶解泡が武器。滝を容易く翻弄するも、そこへ駆け付けたV3のV3反転キックとハリケーンジャンプを連続で喰らい、窮地に追い込まれる。然し、カマキロイドと融合したジゴクロイドの元に逃げ込むとそのまま融合、二人の下半身となった。
本作品におけるほとんどのBADAN怪人のモデルが原作実写版『ZX』に登場したバダン怪人に準じているのに対し、カニロイドは石ノ森章太郎のラフスケッチをベースに生物的アレンジを加えたほぼ本作品オリジナルのキャラクターである。人間体が老人なのは、山田ゴロ版ZXに登場したカニロイドのオマージュ。

#### 再生BADAN怪人
第1部と第2部で仮面ライダーに倒されたBADAN怪人のデータを元に、新たに作り出された強化兵士たち。全員が原作（特撮版）と同じ姿をしている。BADANが大首領に反旗を翻し、ニードルがデルザー軍団に宣戦布告した際に初登場した。
実はニードルによって、新たなカニロイドに改造された小島秀範（ジュクの秀）が操っている傀儡と呼ぶべき存在。全員が首の付け根辺りにニードルの針を埋め込まれており、秀の精神をリンクさせるための受信機の役割を果たしている。そのためか、ジェネラルシャドウは目の前に怪人が複数いるにもかかわらず、感じられる気配は一人分だけだった。
再生クモロイド
ニードルの針で串刺しとなったヘビ女を始末した。阿修羅谷における戦いでは、出現した大首領を迎え撃つべく、ニードルに率いられて登場。
再生タカロイド
再生ドクガロイドと共に登場。三影を背に乗せた状態でZXの前に現れた。
再生バラロイド
原作同様、男性的な外見となっており、鞭を武器とする。阿修羅谷における戦いでは、出現した大首領を迎え撃つべく、ニードルに率いられて登場。
再生トカゲロイド
原作同様、首を長く伸ばせるようになっている。阿修羅谷における戦いでは、出現した大首領を迎え撃つべく、ニードルに率いられて登場。
再生ドクガロイド
再生タカロイドと共に出現。ZXの前でアマテラスの手を取り飛行する。
デルザー軍団が暗闇大使を捕獲するために急襲を仕掛けてきた際には、シズカを両腕に抱えて阿修羅谷まで運んでいる。
再生アメンバロイド
背中に生えた羽で飛行が可能となっており、長い杖のような武器を持っている。ニードルの針で串刺しとなったヘビ女を始末した。阿修羅谷における戦いでは、出現した大首領を迎え撃つべく、ニードルに率いられて登場。
デルザー軍団が暗闇大使を捕獲するために急襲を仕掛けてきた際には、背中に三影を乗せ、さらにニードルの手を取って阿修羅谷まで運んでいる。
再生カメレオロイド
原作同様、槍を装備している。ニードルの針で串刺しとなったヘビ女を始末した。サザングロスが東京湾上空に出現した際、サザングロス内部で瓦礫の下敷きとなった結城に襲い掛かろうとしたが、そこへ駆け付けた志郎に妨害され、変身した二人の脱出を許してしまう。
再生ジゴクロイド
ニードルの針で串刺しとなったヘビ女を始末した。再生カメレオロイドと共に結城に襲い掛かろうとしたが、駆け付けた志郎に妨害される。
再生カマキロイド
原作同様、男性的な外見となっており、羽で飛行が可能となっている。
再生カニロイド
→小島 秀範（ジュクの秀）を参照。

#### 戦闘員
コマンドロイド
BADANがZXボディを生み出す過程で作り出した改造人間。様々なタイプが存在する。以下で述べる呼称は、改造人間部隊以外は当稿において分別上付けただけで、公式なものではない。
試作型
第1部第二話・第三話で登場。ガモン共和国のグィン将軍のプラントで製造された。額にある第3の目が複眼並みに大きく、代わりにZXにはある2本の触角アンテナがまだ装備されていない。武器は十字手裏剣とナイフ（非電磁）。人間への変装は怪人やライダーのような精密なものではなく、ボディの上から元の人間の皮を被るような旧式仕様（正規の怪人であるクモロイドも同じ仕様）で、マスクの色はカーキグリーンまたはオリーブドラブ、複眼の色はオレンジである。第十三話では背広姿の2体が、伊藤博士をニードル達の元へと拉致していた。
ガモン共和国での素体には戦闘で命を落とした現地ゲリラたちの肉体が用いられており、中には自分でも知らないうちに改造されてしまった者（死んでいるので意識が無い）もいた模様。脳改造は完全でなく人間の時の意識が残っているが、クモロイドの命令には逆らえない。その苦痛により涙を流し「コロシテ」と死を懇願しながら、滝や一文字を襲っていた。2号のライダーパンチで破壊されると、「コレデシネル」と喜び満足して爆死していった。
改造人間部隊（サイボーグチーム）
第1部第十一話・第十二話で登場。コマンダー（村雨）を隊長に含めた全13体で構成されている。第3の目はZX並みに小さくなり、触角アンテナも装備された。だが首から下は軍用特殊部隊風プロテクターで覆われており、ZXボディとは似ても似付かない。また、複眼の色が試作型やコマンダーの緑とは違い、赤となっている。マスク色は黒色、マフラーの色は全員白色である。一人一人がチャージアップ前のストロンガーと互角の性能を持っており、電パンチや電キックでは全くダメージを受けないが、超電子技には耐えられず破壊された。その高性能の割に装備（劇中使用されていた装備は、十字手裏剣・衝撃集中爆弾・鎖状のマイクロチェーンが使われ、ZXや量産型と一部違いがあるが略同装備が使用されている）は乏しかった。変身前の時点で首から下がプロテクター姿だったため、人間への変装が怪人やライダーと同様に行えるかどうかは不明。
素体には何万という被検体による実験から得たデータによって選りすぐられたエリートたちが用いられており、国籍や人種も様々。
公式ファンブックでは、『サイボーグ009』のゼロゼロナンバーサイボーグとショッカーライダーがモチーフとされている。
量産型
第2部以降で登場。白黒のZXとも思える姿をしており、胴体部分のモールドが一切ない点を除けば、武器も含めてZXとほぼ同様の性能を持っている模様。複眼の色はZX同様の緑と、赤の二種類がいる。人間への変装も怪人やライダーと同じく完璧に行えるため、人間社会に紛れ込みながらZXやニードルを追跡していた。
何万という数で黒い特殊戦闘バイク（ヘルダイバーのベース車）を駆り、ノーラッドを初め世界各地の空軍基地を急襲した時は、たった20時間で全てを壊滅させる高性能ぶりを発揮したが、ライダーが反撃に転じてからは、ほとんど只の雑兵と化している。しかし、これは前述のサイボーグチームのような「選抜された素体」ではない上、脳改造などの洗脳で自己判断力が欠如しているためである。事実、装甲は非常に頑健であり、重火器でもびくともしないほどの強度を持つ。
一部のコマンドロイドがニードルにより針の奴隷とされている。
海中型
第2部二十話で登場。胸部のV字型モールドと背中の巨大な酸素ボンベ、そして両足の巨大な足ヒレが特徴。Xライダーに破壊されてコスタ・デル・ソル郊外の海底に沈んでいた銀のドクロを5人で回収していた。
コンバットロイド
コマンドロイドをさらにバージョンアップさせた汎用兵士。第2部の時点では開発途上にあり、ジュクの秀が試作型の擬似装甲を纏っていたに過ぎなかったが、後にBADANが大首領を裏切ったのを機に本格的に登場した。ライフル銃のような重火器で武装している。
村枝は、本編登場前に『超絶黙示録』のインタビューで本編へ登場させるタイミングについて悩んでいたことを明かしている。

#### 科学者
伊藤博士
村雨姉弟をよく知る科学者。BADANに誘拐された科学者の一人で、無理矢理協力させられる。組織内では時空破断装置の設計・開発という要職に就いていたが、人類の希望となり得る良の脱出を手引きした。要塞サザングロスに捕われた敬介を救出するためにライダーたちが潜入した際、アマゾンにBADANが日本で大首領JUDOの復活を企んでいることを伝えたが、自身はXライダー同様、首筋に肉の種が植え付けられており、逃げ出そうにも逃げ出せなくなっていた。
第3部四十六話では、時空破断システムの生体コンピューターの一部という無惨な姿にされてしまう。結城とも面識があり、彼と再会した際は自分たちの破壊を懇願していた。ちなみに、生体コンピューターとなった後のシリアル番号は「110893」である。
その後、結城が牢獄内の大首領に戦いを挑んで敗北した結果、時空破断装置の機能停止と共に脳髄が完全に破壊されて死亡した。
三井、牧村
伊藤博士の部下と思わしき科学者。伊藤博士と共にアマゾンと会い、Xライダーの応急処置を行うが、タイガーロイドに殺されてしまう。

#### 他組織の残党
BADAN以外の組織（ショッカーなどの関連組織）に所属していたキャラクター。後述する再生組織と異なり、一度倒されて復活したわけではない。
ペトレスク神父 / 大コウモリ怪人（本編では名称不明）
ニューヨークのスラム街にある教会に新しくやってきた神父。コウモリ怪人に変身すると、口からは対象を破壊殺傷できる超音波を発し、翼は自在に変形伸縮させて対象を斬り付けるようになる。かつてはショッカーに所属していた（『仮面ライダー』本編に登場する蝙蝠男とは別人である）ことをうかがわせており、組織を壊滅させた裏切り者でもある仮面ライダーには、激しい憎悪を燃やしている。追ってきた本郷がニューヨークを訪れたことから、本作品は幕を開ける。
昼は浮浪者たちに食事を振る舞う一方で夜はコウモリ怪人化させ、夜な夜な街の女性を襲わせていた。スパイクから正体を知らされた滝が滝ライダーとなって乗り込んでくるが、ものともせず切り刻み、絶体絶命の窮地に追い詰める。そこへ駆け付けた1号のライダーキックによって片腕を吹き飛ばされ、配下のコウモリ怪人たちと共に逃げ出すが、追ってきた滝に動きを封じられ、後から追い付いた1号の電光ライダーキックの前に敗れる。
村枝は、第1話ではハリウッド映画の雰囲気を出すため「怪人」ではなく「クリーチャー」として描いている。
デッドライオン
かつて百目タイタンの死後、ブラックサタンの最高幹部として迎えられたライオン型の奇怪人。『ストロンガー』テレビシリーズではブラックサタン本部での決戦時に撤退したままその消息が描かれることはなかったが、本作品においては、人間態で青木ヶ原に潜伏し辛くも生き長らえていたという設定になっている。冷酷な性格ではあるが、言動はどことなくコミカルに描かれている。生前のタイタンとは親しかったらしく、彼との再会を喜び、ストロンガーに百目タイタンが再び倒された際は魂が宿っていなかったにもかかわらず涙を流している。
復活した百目タイタンと再会した後はそのままBADANと合流。命令には従うものの、自分はあくまでもブラックサタンのデッドライオンとして在りし日の組織の反逆分子・ストロンガーとの決着を付けることに矜持と信念を貫き、強く望んでいる。第3部第三十八話でストロンガーと対峙し挑発を受けて怒りを露わにするが、直後に嘗て対立したジェネラルシャドウと再会し、ストロンガーを倒す目的で共闘を申し入れるが、シャドウの言伝によりピラミッドに戻り、幹部待遇としてBADANに迎えられた結城丈二と対面する。その際、結城が再びライダー側に戻ると推測してBADANへの参入を認めなかったが、暗闇大使より大首領の意向であることを伝えられその場は引き下がる。その後、スパークの生命装置移植で復活したストロンガーによって百目タイタンが倒されてしまい、やむなく撤退。またしても自身だけブラックサタンの中で生き残ってしまったことを悔やんでいたが、自身の知らないデルザー軍団のマシーン大元帥、ヨロイ騎士、磁石団長といった改造魔人3人が再生されていることに驚愕する。
スーパー1やZXらがドグマと戦っているころに、東京都内でブラックサタン戦闘員を率いてストロンガーと対決するものの、戦闘員は全滅し、自らもデッドハンドを破壊される。そこで観念し、ブラックサタンの存在しない世の中で生きることを諦め、ストロンガーにとどめを刺すように告げる。しかし、彼は変身を解き、蹴り飛ばしたあと、ブラックサタンを崩壊させたジェネラルシャドウの話をしたあと、カブトローで突進するという、茂一流の檄を飛ばす。それに対し怒りを浮かべつつ、デッドライオンも必ず最前線に復帰すると去っていく茂の背中に誓った。
1号とZXがショッカーと戦っているころには、サザングロス内でメガール将軍と共に、マシーン大元帥・磁石団長・ヨロイ騎士の復活に立ち会っており、しばらくはBADANのUFO内部でメガール将軍と共に待機していたが、暗闇大使が阿修羅谷に出現した大首領を始末するべく、メガール将軍を操ってUFOを阿修羅谷にぶつける突撃を実行し、それに巻き込まれた。だが、ボロボロになりながらも無事生き延び、暗闇大使を探すシャドウと遭遇する。
村枝は、公式に行方不明という設定になっていることから、本作品でも死亡させるつもりはないと述べている。

#### その他
小島 秀範（ジュクの秀） / コンバットロイド / 再生カニロイド
新宿界隈をうろついていたチンピラ小僧（不良少年）。生身の人間だが、村雨を追って明治通りに現れた三影の圧倒的な力に驚愕、彼の去り際に懇願してBADAN入りを果たす。自らの後ろ盾の威を借る小悪党だが、自分のことをクズみたいな人間と称するなど自覚はあるようである。自身は改造されることを望むが、直属の上司である三影から承認が受けられず生身のままでいる（結城丈二からは「三影の未練」と言われている）。だが、その生身の人間であることが、キングダーク2号機を操縦できることへと繋がっている。三影を"アニキ"と呼んで尊敬しており、人間を捨てている三影自身も唯一心を開いている存在でもある。回が進むにつれ頭身が縮んでいき、実年齢もあって顔を会わせたライダーたちに「子供扱い」される度にかみつくなど、コミカルな言動が多くなっていた。
自身の改造に対して一向に承認を出さない三影に黙ってニードルに願い出た結果、新たに作られた再生BADAN怪人を統括制御する新たなカニロイドに改造され、上半身がカニロイドのボディに埋め込まれた非人間型の姿となっている。脳には他の9体の怪人と感覚をリンクするためのニードルの針が埋め込まれている。
暗闇大使がサザングロスを吸収し始めた際、急激に収縮するサザングロスから再生BADAN怪人と共に命からがら脱出し、その後は阿修羅谷の豪華客船内に潜伏する。常に飢えを訴える暗闇大使（サザングロス）に対し、船内から掻き集めた乗客の死体をエサとして与えている。
ミイラ（改造素体）
BADANの手によって世界各地から拉致されてきた人々が特殊な処置を受けたあと、乾燥された状態でピラミッド内部に多数保存されていた。一般的なミイラと違って一部の細胞組織はまだ生きている（体には生命維持用の太いパイプが埋め込まれている）。いわゆる改造人間ではないため、自我意識も僅かながら残っている。3話では砂の中から多数飛び出してV3に襲い掛かるも“逆ダブルタイフーン”によって吹き飛ばされた。その後、BADANの本拠地にライダー1号・2号が侵入した際、3〜4体の改造素体が特殊な機械の中で溶解液によって溶かされたあと再結合し、再生ショッカー怪人となって立ちはだかった。

### 再生組織
1号からスーパー1までの仮面ライダーたちに倒された歴代の暗黒組織。すべての組織がBADANの下部組織として、時空魔法陣と改造素体を用いることで復活している。以下、再生された幹部および怪人たちは組織ごとに記していく。特に記述のない者は、魂（生前の記憶）の無い存在として登場。また、各組織の戦闘員は基本的にBADANに捕まった人間を洗脳したものである。
村枝は、各幹部のキャラクター像が重複しているものも多く、描き分けを行うことは現実的ではないと考え、一部を除き魂のない存在として登場させた。アポロガイストや百目タイタンなど、原典で姿の変化しているものについては、仮面ライダーに敗れた際の最期の姿で統一している。

#### ショッカー
仮面ライダー1号、仮面ライダー2号と戦った組織。主に東京都を含む関東地方に出現、首都の奪還と仮面ライダー抹殺を目的としている。東京にデルザー軍団が出現した後は、拠点をかつてのアジトに遷す。ZX、1号、2号の活躍で壊滅した。
ゾル大佐 / 狼男
死神博士と共に海底基地で再生怪人を率いて1号・ZXと交戦。

死神博士 / イカデビル
ゾル大佐と共に海底基地で再生怪人を率いて1号・ZXと交戦。

地獄大使 / ガラガランダ
他の再生幹部と異なり、銀のドクロを核とし、完全な魂を宿した不完全な体で復活した。

モスキラス、シオマネキング
地獄大使配下の怪人。敬介救出のためにサザングロスに潜入した1号と2号の前で、再生地獄大使と共に立ち塞がった。その強さはただの再生怪人に比べて高く、これまでの再生怪人とは一味違うことを知らしめた。1号・2号を苦戦させるが、二人が咄嗟に編み出したライダー反転ダブルキックで纏めて倒された。
その後も別個体が再生され、1号と戦っている。
ユニコルノス
死神博士配下の怪人。口から吐く白い石化液で、1号の両腕を克己と和弘を巻き込んで石化させた。1号を完全に化石にしようとするが、直後に足元から時空魔法陣で移動してきたZXのマイクロチェーンで頭部まで一直線に貫かれ、石化して爆死した。
エレキボタル
地獄大使配下の怪人。基地内のダクトを破壊して1号を地獄大使の元へと誘い、ユニコルノスの石化を破壊する光線の電源となる。石化の解けた1号に襲い掛かるが、ライダーパンチ、ライダーチョップの連撃で倒され、体から漏れた高圧電流によって多数の怪人を巻き添えにする。
トカゲロン
ショッカー日本支部草創期の怪人。暗闇大使に操られ、多数のバーリヤ破壊ボールで無差別爆撃を行い、地獄大使の胴体を両断する。最期は1号を狙い撃つが、バーリヤ破壊ボールをZXに蹴り返されて爆死した。

#### ゲルショッカー
仮面ライダー1号、仮面ライダー2号と戦った組織。主に近畿地方に出現。京都府にて、ブラック将軍（ヒルカメレオン）がバダンシンドロームによって理性を失った人間たちから血液を採取し、次々と怪人を復活させる作戦を行っていた。ZX、2号、滝の活躍で壊滅した。
ブラック将軍 / ヒルカメレオン
ゲルショッカーの大幹部。ガラオックスに「巨大建造物を飛ばしバダンシンドロームを誘発させる」という作戦を命じつつ、自身は怪人の大量再生のため、バダンシンドロームに罹った人々から血を採っていた。
本作のヒルカメレオンは下半身が巨大な繭となっており、その中でゲルショッカー怪人の幼体を培養していたが、落下した五重塔が直撃したことで繭が破れてしまい、弱ったところをZXと2号のライダーダブルキックを受けて倒された。
ショッカーライダー
地獄大使に率いられ新宿に出現。1号とZXによるライダー車輪で倒された。

ガラオックス
牛とカラスの合成怪人。ミスティガスを用いて京都タワーや五重塔を浮かび上がらせ、人々にバダンシンドロームを誘発させていた。霧の中に潜んでいたが、ZXとアルベールの協力による作戦で居場所を悟られ、ゴードンのランチャーの槍で貫かれた。その後ZXに取り押さえられて五重塔を清水寺へと運ばされ、最期は暗闇大使に見限られ自ら首を掻き切った。

#### デストロン
仮面ライダーV3、ライダーマンと戦った組織。四国地方に出現。四国全体を時空魔法陣を使って月に孤立させ、高知県をドクトルGが、香川県をキバ男爵が、徳島県をツバサ大僧正が、愛媛県をヨロイ元帥がという具合に、四国四県それぞれを各幹部が支配し拉致した人々にサタンニウム（アマテラスの残骸）を採掘させていた。目的はサタンニウムのエネルギーで大首領JUDOが封じられている「虚無の牢獄」を破壊することであったが、ZX、V3、ライダーマンの活躍によって壊滅した。
なお、この四国編において地獄大使が見たアマテラスの記憶は「邪馬台国四国説」に準じたものとなっている。
ドクトルG / カニレーザー
デストロンの大幹部。高知県において、拉致した人々にサタンニウムを採掘させていた。結城の応急手術によって仮回復状態のV3と交戦する。

キバ男爵 / 吸血マンモス
キバ一族を率いる大幹部。怪人ユキオオカミを使って高松市全体に猛吹雪を引き起こしていた。サザングロスに返り討ちに遭った志郎を捕らえており、人々の前で彼を処刑することで絶望の淵に墜とそうと企むが、ZXとライダーマンに阻止された。
作戦失敗後、高知県に移動して吸血マンモスとなりZXに襲い掛かるが、「ZX穿孔キック」で倒された。
ツバサ大僧正 / 死人コウモリ
ツバサ一族を率いる大幹部。配下の怪人を率いてZXを襲撃し、空中戦に慣れていない彼を苦戦させるが、麺太郎とアレンの機転によって取り逃す。その後、ZXの特訓によって生まれた新技「ZX穿孔キック」によって怪人を全滅させられた。
高知県に移動し、死人コウモリの正体を現してZXと戦うが、「ZX穿孔キック」で倒された。
ヨロイ元帥 / ザリガーナ
ヨロイ一族を率いる大幹部。愛媛県において、ヨロイ一族の怪人を率いてライダーマンと戦う。結城に対し、大首領の意を受けて「BADANに還れ」と忠告していた。ザリガーナの正体を現し、ライダーマンの硬化ムース弾で動きを封じられるが、迷技「甲羅崩し」を使って逃走した。
高知県に移動し、吸血マンモスや死人コウモリと共にZXと戦うが、「ZX穿孔キック」で倒された。

#### GOD機関
仮面ライダーXと戦った組織。中国地方に出現。主目的は「島根県・出雲大社の奥で呪ステーションを守る」という作戦と、「キングダーク2号機に搭載されたRS装置を起動させ、虚無の牢獄を破壊する」という作戦の2つだったが、ZX、X、第10分隊の活躍によって壊滅した。
アポロガイスト
「呪ステーションを守る」作戦での主力として登場。神話怪人を率いてXライダーや第10分隊に襲い掛かる。

キングダーク（2号機）
呪博士が密かに製造していたキングダークの2号機。外見は初代キングダークと同じデザイン。山口県・秋芳洞の奥で、腰を下ろした状態で再生GOD悪人軍団に守られていたが、生身の人間であるジュクの秀に操縦され（元々改造人間が操縦することができないように措置がなされていたため）、島根県へ向けて移動を開始した。
島根に上陸後、拉致した滝に呪博士の全知能と人格をインストールし、再生アポロガイストと再生GOD神話怪人軍団と共にXライダーたちを迎え撃つ。テレビシリーズとは違い、最初からRS装置が搭載されており、呪博士の情報をインストールしたことによって起動した。頭部の2本の角から発する雷撃に触れたものを自由に核爆発させることが可能となり、その威力は凄まじい。
RS装置によって猛威を振るうが、時空魔法陣を通って月から帰還したZXに角を折られ、頭部が爆散してしまう。攻撃システムを失うが、暗闇大使の策略によって、「キングダークそのものをエネルギーに変換して大首領を解放するための熱源にする」という作戦に変更される。ZXが通って来た魔法陣を通って月に移動しようとするが、ZXに魔法陣を破壊されて失敗する。最期は海中に落下した後、Xライダーの真空地獄車によって破壊された。
呪博士
GODの支配者で、「悪魔の天才」と呼ばれていた科学者。密かにキングダーク2号機を開発し、自らの頭脳データを呪ステーションに保管していた。滝の頭脳に情報がインストールされたことで情報体として復活し、滝の身体を乗っ取るが、キングダークの内部に侵入したコンラッドに銃を突き付けられたことで血色を失って滝の身体から離れ、サブシステムに逃げ込んだところで滝の精神体に動きを抑え込まれる。その後は、Xライダーにキングダークを破壊されたことで消滅した。

#### ゲドン
仮面ライダーアマゾンと戦った組織。九州地方に出現。熊本県の阿蘇山において十面鬼ゴルゴス自らアマゾンを迎え討つ。獣人たちを犠牲にガガの腕輪を奪い、時空魔法陣で沖縄県のゼロ大帝の元まで届けるが、十面鬼の死亡と同時に壊滅した。なお、本作品では戦闘員である赤ジューシャは登場しない。
十面鬼ゴルゴス
ゲドンの首領。アマゾンの持つガガの腕輪を奪取する。

モグラ獣人
→モグラ獣人を参照。
ヘビ獣人
十面鬼の炎で焼き殺された獣人たち（モグラ獣人を除く）の中で、唯一しぶとく生き残っていた。マサヒコや6分隊の隊員に襲い掛かったが、上空のヘリから降下したZXの電磁ナイフで脳天を貫かれて死亡。

#### ガランダー帝国
仮面ライダーアマゾンと戦った組織。沖縄県に出現し、多数の人間が獣人によって食い殺されている。ゼロ大帝と支配者（真のゼロ大帝）が十面鬼の奪ったガガの腕輪を所持しており、対となるギギの腕輪を狙う。全ての物質を分解する古代インカの「滅びの光」でZXの回収を目論んだが、最後は復活したアマゾンの活躍で壊滅した。
ゼロ大帝、真のゼロ大帝
ガランダー帝国の首領とその背後にいた真の支配者。本作品では、真のゼロ大帝はフードが既に取られた状態（ゼロ大帝と同じ姿）で登場しているため、どちらが影武者であったか明かされていない（同時に別の場所に出現して混乱させるなどを行っていたが、片方はZXとの空中戦から撤退後の行方は不明）。ガガの腕輪を十面鬼から受け取った後に、空を飛ぶ船や騎馬戦車を駆ってアマゾンや6分隊・10分隊と交戦し、再生モグラ獣人からニードルが奪ったアマゾンの左腕を魔法陣を通して受け取った。
ゼロ大帝（アマゾン化）
ゼロ大帝が自ら左腕を切断して、アマゾンの左腕を強制結合（実質は「ギギの腕輪」との強制結合）し、ゼロ大帝とアマゾンのキメラへと変身した姿。
アマゾンと同じく素早い動きと大切断を武器とする。さらにギギの腕輪にガガの腕輪を合体させ「滅びの光」を発動させてZXを追い詰めたが、10分隊やマサヒコの奮闘により戦況は逆転。左腕を切断され、アマゾンの復活によってさらに不利になり後退する。再び滅びの力を手に入れようと光の玉へ隣接するが、腕輪を失っていたことから光に存在を拒まれ、塵となって消滅した。
キノコ獣人
かつて、モグラ獣人を死に追いやったガランダーの獣人。背後から再びモグラ獣人を狙ったが、ZXとアマゾンのダブル大切断で倒された。

#### ブラックサタン
仮面ライダーストロンガーと戦った組織。東海地方に出現。富士山麓付近の自衛隊の駐屯地を陣取り、抵抗した多くの自衛隊員を虐殺した。百目タイタンに率いられているが、生き残っていたデッドライオンも作戦に加わっている。また、奇械人タックルや奇械人スパークなど、テレビ本編では敵ではなかった改造人間も従えている。ストロンガー、風見志郎、立花藤兵衛の活躍によって壊滅した。
デッドライオン
再生されたわけではなく、かつてのブラックサタンの残党として登場。詳しくは、デッドライオンを参照。
百目タイタン
ブラックサタンの大幹部。体内に240万度のマグマを宿す「改造火の玉人間」。本作品ではその高熱をエネルギー源とすることで、黒いピラミッドから雷撃を放って敵を殲滅する。雷撃を繰り出し自衛隊を壊滅させ、SPIRITS第7分隊を追い払うが、ストロンガーの必殺技「STRONGER」で顔面にパンツァーファストを叩き込まれ、ピラミッドを巻き込んで爆死する。
奇械人タックル
岬ユリ子本人が生き返ったのではなく、違う素体から作られた魂の無い別個体で、再生奇械人の1人として登場。第3部第三十九話で再生ジェネラルシャドウに率いられてストロンガーの前に姿を現す。かつてのタックルと同じ技を使用できるがストロンガーには効果が薄く、容易く倒されるかと思われたが、その面影にストロンガーが躊躇した瞬間にウルトラサイクロンを放って自爆した。
奇械人スパーク
城茂の友人・沼田五郎が奇械人として改造された姿で、ストロンガーのプロトタイプ。かつて改造手術の失敗によって廃棄されたが、BADANの手で他の失敗作の奇械人たちと共に再生された（デッドライオンには「素体の無駄遣い」と言われている）。奇械人タックル同様に魂の無い別個体である。デッドライオンのデッドハンドでダメージを受けつつ黒いピラミッドから抜け出し、その後百目タイタンの雷撃に巻き込まれていたところを風見志郎にネットアームで回収され、奇械人タックルの自爆技で重傷を負っていた茂のもとへ姿を現す。「どんな犠牲を払ってでも戦わせてもらう」として、茂に生命維持に必要なパーツを摘出されたことで機能停止するが、パーツを自身に移植し復活した茂がストロンガーに変身する際には、タックルと共にその姿が電撃の中に浮かび上がっていた。
名称はストロンガーの企画段階の「仮面ライダースパーク」から、外見はストロンガーの初期デザインをモデルとしている。
ブラックサタン大首領
ブラックサタンの首領。かつてと同じ姿だが大量のサタン虫が集合して形成された群体として登場し、その大きさも十数メートルはある巨体となっている。竜の発動によって再生奇械人の残骸から目覚めたサタン虫（藤兵衛曰く「サタン虫のゾンビ」）であり本能的な行動しか取れないが、JUDOの指揮によって統制の取れた行動をする。「オペレーション・ライダーシンドローム」を阻むため、寄生した新国際宇宙開発研究所の職員たちを操って訪れたスーパー1を襲撃し、さらに集合体はジュピタースーパー1に貼り付いてシャトルの打ち上げを妨害。スーパー1の超高温火炎と冷凍ガスを交互に使用した持久戦で徐々に崩壊し二つに裂けるが、再度融合して妨害を続ける。だが、目黒によって内部から爆破され、彼と共に木っ端微塵に散った。

#### デルザー軍団
7人ライダー（1号からストロンガー）と戦った組織。第3部第三十八話より登場。作中では、各々が大首領JUDO直属の大幹部で構成された改造魔人部隊として設定されている。
歴代組織の中でも一線を画す特異な存在であり、地獄大使より遥かに格上の存在であることが暗闇大使の台詞で示唆されている。
人間を核とする歴代組織の「改造人間」と違い「改造魔人」は、大首領JUDOが太古の昔に鉱物、植物、動物、幽霊など人外を核として生み出した古の魔人たちの子孫であり、その身は人類とは根本的に異なる。人間を恐れさせることが存在意義であり、その姿は人間の持つ恐怖や嫌悪のイメージを顕現したものである。さらに「参謀」「師団長」「大元帥」「ジェネラル」といった人間の創った権威の称号を自ら冠することで、人間に対する精神的支配を促している。元より人間の魂を持たず、それゆえに復活後も生前の記憶と自我を保持しており、大首領JUDOがいる限り何度でも蘇ると豪語する（大首領JUDOは「デルザーは「命」ではなく「呪い」である」と評している）。嘗ての戦いで自分たちに敗北を与えた仮面ライダーへの再戦に燃えており、その身にはライダーに対する狂気と憎悪を宿している。
その実力は並の怪人とは桁が違い、参戦して間もなく1号や2号を苦戦させ東京に甚大な被害を与えたが、敵味方に関係無く周囲に破壊を撒き散らす様子を地獄大使は核兵器と同じと評し、ショッカーの戦略が台無しになると危険視されている。生命力も非常に強靭であり、通常ならば致命傷の筈のダメージを受けてもそのまま活動したり、再生を行うことが可能である。また、ライダーたちと同様に改造魔人同士で脳波通信を行うことも出来る模様。
再生GOD壊滅後に行動を開始し、ジェネラルシャドウとヘビ女は再生ブラックサタンと交戦中のストロンガーの前に、鋼鉄参謀、荒ワシ師団長、ドクターケイト、ドクロ少佐、狼長官、岩石男爵、隊長ブランクの7人は再生ショッカーと交戦中の1号とその援護に駆け付けた2号の前に現れる。その後、「より多くの仮面ライダーを葬った者が実権を握る」というシャドウの提案に乗って互いに競争し、其々の再生組織との戦闘を終えて東京に集結したライダーたちと激闘を繰り広げる。
マシーン大元帥一派とジェットコンドルが合流したのと前後してBADANが大首領JUDOを裏切ったため、BADANに対して激しい怒りを露わにし、大首領JUDOがサザングロスと共に降臨するとJUDOを自分たちのピラミッドに迎え入れ、ライダーとBADANの双方を相手に三つ巴の戦闘を開始する。
村枝は、改造人間ではなく改造魔人であるという設定から、他と明確な能力の差を見せるため過去の記憶を有している存在として登場させ、彼らの故郷である「遠い魔の国」を大首領JUDOのいる「虚無の牢獄」と仮定している。
ジェネラルシャドウ
孤高の血を受け継ぐロマ族を模した改造魔人。デルザー軍団の主宰。後に現世に出現した大首領JUDOにより、正式にデルザー軍団の指揮を執るよう命じられる。

鋼鉄参謀
フィンランドの黄金魔人の子孫。デルザー屈指の猛者であり、豪腕で鉄球を振り回し、高層ビル群を一瞬で倒壊させるほどの圧倒的な破壊力で敵を粉砕する。その武人気質から生前戦うことのなかった2号との戦いに歓喜しており、手柄を望むドクロ少佐の乱入に激怒する。スーパー1が2号に加勢した後、2号とスーパー1の作戦でドクロ少佐の火炎を浴びせられた後に冷凍ガスで2号もろとも凍結され、2号にドクロ火炎の熱を利用したライダーパンチで頭部を砕かれる。さらにスーパー1のパワーハンドで自らの鉄球を叩きつけられ、半身近くを欠損しつつも機能停止には至らずスーパー1に改造魔人の力への畏怖を与え、一時撤退する。
その後、戦闘不能の烙印を押されデルザーのピラミッド内で拘束されていたが、自力で脱出し、岩石男爵の破片と合流して行動を共にしている。左上半身と共に頭の右半分を欠損しているために思考能力が落ち、記憶を中々思い出せない。地下鉄構内で珠純子・シゲル姉弟と遭遇し、「仮面ライダーに会わせる」という条件でジェットコンドルのところへと案内する。暗黒大将軍らがいる場所へ到達するが、ヘビ女に「鉄屑参謀」と嘲笑され、彼女が捕らえた風見志郎を強奪せんとして争う。ヘビ女が撤退した後に1号・2号と遭遇し、その際に鉄球の代わりの武器となってまで戦おうとする岩石男爵の執念を認めて共闘するが、ライダー時間差ダブルキックを受け、岩石男爵の破片と共に遂に砕け散った。
荒ワシ師団長
トルコの竜巻魔人エキムの子孫。東京に辿り付いた滝を空から襲撃し、振り下ろした斧で首都高を破壊した。直後に駆け付けたスカイライダーと交戦し、戦闘員を囮にしてスカイライダーに手傷を負わせるが、滝と協力して繰り出したライダーブレイクで自慢の盾を破壊され、やむなく撤退した。
阿修羅谷にライダーたちが集結した際に自身の戦闘員を率いて襲い掛かって来るが、スカイライダーのライダーブレイクを受けて左足を失う。その後は手柄を横取りしようとするドクロ少佐を利用してライダーたちの体力を消耗させて漁夫の利を狙う策に出るが、そこへ暗闇大使がメガール将軍を操って呼び寄せたBADANのUFOが激突。斧で抵抗するが、衝撃を防ぐことは出来ず、「盾さえあれば」という無念の言葉を叫びながら圧搾されて死亡した。
ドクターケイト
ドイツの妖花アルラウネの子孫。生物・化学・細菌などあらゆる毒物を操る魔女。狼長官とアマゾンを「ケダモノ」と見下しながらケイトガスを散布し殺戮を行っていた中、Xライダーと交戦する。毒霧の結界を纏ってXライダーを防戦に追い込むが、ライドルロングポールで毒霧の中から引きずり出され、隊長ブランクを追って来たストロンガーと相対する。嘗て自身を倒したタックルのことを「つまらないこと」「忘れた」と述べてストロンガーを挑発するが、隊長ブランクがXライダーに投擲したバイクのガソリンを誤って全身に被ってしまい、さらにストロンガーがウルトラサイクロンの構えをとったことで過去の記憶を思い出して取り乱す。直後にストロンガーの放った電気ビームで引火して火ダルマとなり、呪詛を吐きながら燃え尽きた。
第1部第十二話における藤兵衛の回想にも登場。
ドクロ少佐
幽霊騎士（デュラハン）の子孫。鋼鉄参謀と2号の戦闘を傍観していたが、中々仕留めきれない状況に痺れを切らし自身の戦闘員を乱入させる。しかし、2号に襲いかかった戦闘員たちがスーパー1に妨害され、そのまま自身も戦闘に加わるが、鋼鉄参謀の撤退に合わせ、自らも撤退している。
阿修羅谷にライダーたちが集結した際は、荒ワシ師団長率いる部隊とライダーたちの戦闘に乱入し、手柄を得ようと目論むが、荒ワシ師団長の死亡後に撤退する。
その後、大首領JUDOの命でシャドウと共に暗闇大使の奪取に向かい、そこでも手柄を横取りしようとするが、現れたZX、アマテラス、ツクヨミと交戦する。分身である戦闘員たちや自らの記憶をも糧として再生と燃焼を繰り返し、ZXと激闘を繰り広げる。折れた鎌の刃を体内で精錬して口から生やし、ZXを串刺しにして焼き尽くそうとするが、捨て身で挑むZXの気迫に一瞬恐れをなして怯んだところを衝撃集中爆弾の連撃を食らい、再生が限界を迎えて消し炭となって果てた。灰となった後には、ドクロ少佐の眼帯と溶解した右眼球だけが残されていた。
嘗て魔人として生を受けた際、人間を恐れさせるために自ら右目を抉るが、「人間の恐れから生まれた自分たちは、人間が全ていなくなったらどうなるのか？」という疑問から恐れを覚えたことが敗北に繋がったとシャドウは分析している。
狼長官
狼男の子孫。誇り高き狼男を祖先にもつ由緒正しい闇の血族であるがゆえ、人間を模して生み出された改造魔人であるシャドウを嫌悪する。体内にプラズマエネルギーが流れており、満月の夜の間のみプラズマエネルギーが最大限まで発揮され、本人曰く「デルザー最強の改造魔人」となる。
狼に姿を変えた自身の戦闘員を率いて人間を襲っている最中にアマゾンと対峙し、戦闘中にマシーン大元帥達の修復が完了したことを悟ると、アマゾンに「歯形爆弾」を置き土産として残し、その場から撤退した。
以降は進んで戦場に姿を見せようとはせず、ピラミッド内から他の改造魔人の戦闘を傍観していたが、「オペレーション・ライダーシンドローム」が実行に移された際、阿修羅谷に向かうライダーたちを「狩る」べく、狼部隊を率いて立ち塞がり、立ち向かってきたアマゾンとストロンガーを迎え撃つ。
いままで狼長官が特に動きを見せなかったのは、自身の力が最大となる時を待っていたためであり、満月の夜を迎えたことで全身にプラズマエネルギーを纏った状態となる。『仮面ライダーストロンガー』本編同様、この状態ではストロンガーの超電子の技が通じず、劇中ではストロンガーの電撃を取り込み、逆にSPIRITSのヘリを撃墜している。また、プラズマのバリアーを発生させることも可能で、阿修羅谷全体を巨大なプラズマドームで覆い、ZXとライダーたちを分断する。
加勢した2号とV3もプラズマ攻撃で足止めし、1号を「プラズマ光線」で狙撃するが、それを物ともせず、「自分たちが現世の大首領JUDOを倒す」ことを掲げた1号に激怒して集中攻撃を加える。帯電性の低いアマゾンに攻撃を任せ、自分たちがプラズマを引き寄せる帯電体として敢えてプラズマ攻撃を受ける作戦を取った1号たちに対し、跳躍して直接アマゾンにプラズマ光線を放とうとするが、1号がライダージャンプで割って入り妨害される。組み付かれた1号に全てのプラズマエネルギーを叩き込んで焼き尽くそうとしたが、アマゾンに渾身の大切断で頭部を両断され、さらに1号にライダーヘッドクラッシャーで氷上に叩きつけられて爆散、狼部隊もストロンガーの電撃で一掃される。
今わの際に「大首領はデルザーの誰よりも俺の力を必要とした」「それをキサマらはこれから思い知る」と言い残して果てる。
岩石男爵
スフィンクスの子孫。岩石で構成される身体を自在に組み直すことができ、相変わらず妙な訛りで喋る。五郎の教え子である克己と和弘たち兄弟に「一人は人質にするが、もう一人は喰ってしまう」という「ナゾナゾ」を出し、二人が答えないことに業を煮やして大岩の形態で磨り潰そうとするが、間一髪で現れた1号に阻まれる。
度重なる連戦で満身創痍の1号を仕留めようと棍棒で猛攻するも、ライダー返しからのライダー反転キックで頭部を粉砕される。だが即座に再生し、自分と1号では格が違うと豪語するが、ライダーきりもみシュートで投げ飛ばされ、加勢に駆け付けたZXにZX穿孔キックで胴体を大きく抉り取られる。その状態から再生しようとしたが、ZXの衝撃集中爆弾が身体を構成する岩石に仕掛けられており、身体が再生・接触した途端に木っ端微塵に散った。その後は破片の状態でも機能停止せず、脱走した鋼鉄参謀と行動を共にする（破片の状態でも意思を持ち、相手の足元で集まって固まり行動を阻止するなどが可能）。地下鉄構内での1号・2号との戦いでは、鋼鉄参謀の鉄球の代わりとなって戦うが、最期は鋼鉄参謀と共に今度こそ砕け散った。
隊長ブランク
フランケンシュタインの怪物の子孫。片言の喋り方をする。ナイフを発射する狙撃銃を所持しているが使用する場面は無く、怪力を主な武器とする。戦闘員を率いて志郎とストロンガーに襲いかかり、ストロンガーの電撃は効かないと豪語するがチャージアップしたストロンガーの猛攻に耐えきれず逃走し、Xライダーとドクターケイトがいる地点へ行き着き、互いの対戦相手を交代し戦いを続行する。周囲の物を投擲しXライダーに応戦するが、投擲したバイクがストロンガーを援護する物となり、ドクターケイトの死亡に繋がる。ピラミッドに帰還するが、ドクターケイトの件を仲間内で中傷され、組織内での居場所を失うことを恐れ汚名返上に躍起になる。
その後、大首領JUDOがサザングロスと共に阿修羅谷に出現すると、JUDOの身を守るべく戦闘員を率いてJUDOとZXの戦いに乱入する。汚名返上のためにJUDOの目の前でZXを倒そうとするも、ZXがヘルダイバーを呼び寄せたことで形勢を逆転される。ZXとの戦いを邪魔されたJUDOが苛立っているのを見て狼狽え、コンバットロイドの銃やコマンドロイドのバイクを奪ってZXを追撃するが、ZXのブースターを利用することで威力を増したヘルダイバーのコークスクリューアタックを正面から受けてしまい、全身を粉砕されて死亡した。
ヘビ女
メデューサの子孫。ジェネラルシャドウの片腕（自ら「シャドウ様の僕」と名乗っている）。登場初期はシャドウの傍らで行動を共にしていた。
シャドウの要請により暗黒大将軍の援護に駆けつけるが、地下鉄構内に誘導したバダンシンドローム罹災者の中に風見志郎が紛れているのを発見し、戦闘を開始する。シャドウの残したトランプによって両目を潰されるが、左腕の蛇眼で志郎を捕捉し拘束する。しかし、直後に現れた鋼鉄参謀と諍いを起こした後に撤退する途中、ヤマアラシロイドに串刺し状態にされ、再生BADAN怪人により跡形が残らぬほどに身体をバラバラにされ死亡した。
ジェットコンドル / 暗黒大将軍
ロック鳥の子孫。ジェットコンドルは原典『仮面ライダーストロンガー』に未登場の怪人。本来は原典に登場する予定だったが、放送期間短縮に伴いラフ設定のみに終わった改造魔人（半機械人）である。デザインのラフ画では小型ミサイルを所持していたが、本作品ではミサイルの代わりにジェットエンジンに置き換えられている。暗黒大将軍はテレビスペシャル『全員集合!7人の仮面ライダー!!』に登場し、再生怪人を率いて7人ライダーと戦った謎の人物（デルザー軍団のベルトを着けていたが詳細は不明のまま）。
翼と胸部の合計八つのジェットエンジンによってマッハ2の超音速飛行を誇り、その名の通りコンドルの如き姿で飛翔する。飛行時に発生する超音速（スーパーソニック）を武器とし、自らが生み出す加速と衝撃に絶対の自信を持ち、「音速のデルザー」と豪語するほど。嘗ての戦いではアメリカ空軍と相討ちとなったと語られている。
大首領JUDOの復活の器であるZXの回収とJUDOを裏切ったツクヨミ（三影）、アマテラス（シズカ）に制裁を加えるため、マシーン大元帥たちがシャドウと合流した直後にデルザー軍団最後の一人として出現。太平洋沖から東京湾の夢の島に向かいZXの回収に入るが、「お前の加速などBADANの竜に比べればまるで散歩だ」というZXの発言にプライドを傷つけられ激昂する。自壊するほどのスピード（マッハ3.2）を出し、相討ち覚悟で三影、シズカ、ZXを破壊しようとするもライダーたちの連携と三影のレーザー砲により撃墜された。その後、先の戦いでデルザーの戦士が精神的支配を促すために人間の創った権威の称号を冠したように、自身もそれに習い落下地点で「暗黒」の「大将軍」と名乗った。
暗黒大将軍に姿を変えた後、自身の所持する杖から大首領JUDOと同じ波長を発生させ、バダンシンドローム罹災の人間を操り、東京の地下で暗躍を始める。唯一にして最大の武器・超音速飛行の要である翼を破損したことで動揺を隠せずにおり、珠シゲルが放った伝書鳩を追えないほど翼は傷んでいる（ジェットエンジンは健在）。BADANと仮面ライダーへの復讐のため、地下鉄の線路を加速し、そこへ誘導した1万5千人に及ぶ人間を虐殺しようとしたが、純子たちからの連絡を受けた元・少年仮面ライダー隊の情報によって各駅に集まっていた人々をライダーとSPIRITSが救出して失敗に終わる。最期は大首領JUDOと同調状態のV3に精神と肉体を破壊され、V3がトドメを刺そうとした直前に事切れて死亡。両断された上半身は上昇を続け、到達した暗黒の宇宙でバラバラに散った。
マシーン大元帥
エジプトのミイラ男の子孫。腹心の部下二名と同じく、より強力な半機械化された改造魔人。デルザー軍団の統率者であり、額に装填されたレーザー砲や相手を閉じ込める「魔のピラミッドレッドバリアー」などの強力な技を持ち、その実力ゆえにシャドウからも敬語を使われ、嫌みを込めて「大物」と称される。
長らくサザングロスにて腹心の部下たちと共に修復されていたが、再生ショッカーの壊滅後、遂に行動を開始する。良との初見時、彼の中に大首領JUDOの気配を感じ取って敬意を払ってしまうが、良を敵と判断すると海中で二人の腹心や岩石大首領と共に襲い掛かる。岩石大首領の右腕を破壊したシズカの出現により戦闘を中断し、シャドウたちにピラミッドへ出迎えられその場を後にする。
ヨロイ騎士
古代バイキングの子孫。マシーン大元帥の腹心の一人である半機械人。剣術の使い手で、2本の剣を交差させて放つ「高速熱線」を武器とし、冷静沈着かつ勇猛果敢な性格であり、磁石団長との連携を得意とする。
マシーン大元帥と共に海中で良に襲い掛かるが、シズカの出現により戦闘を中断、シャドウたちにピラミッドへ出迎えられその場を後にする。
大首領JUDOの命を受けたシャドウとドクロ少佐の陽動としてSPRITS基地を襲撃し、迎撃に出たライダーたちと戦闘を行った後に撤退する。
阿修羅谷では狼長官の援軍としてXライダーと交戦し、狼長官の死亡後は光の竜の覚醒を食い止めようとするスカイライダーを戦闘員と妨害するが、Xライダーによって阻まれた。
磁石団長
ブロッケンの怪物の子孫。マシーン大元帥の腹心の一人である半機械人。磁力を自在に操る「マグネットパワー」や「吸引マグネット」を使い、粗暴な性格の持ち主だが頭が切れる面もあり、ヨロイ騎士との連携を得意とする。
マシーン大元帥と共に海中で良に襲い掛かるが、シズカの出現により戦闘を中断、シャドウたちにピラミッドへ出迎えられその場を後にする。
大首領JUDOの命を受けたシャドウとドクロ少佐の陽動としてSPRITS基地を襲撃し、迎撃に出たライダーたちと戦闘を行った後に撤退する。
阿修羅谷では狼長官の援軍としてスカイライダーと交戦。狼長官の死亡後は光の竜の覚醒を食い止めようとするライダーたちを妨害する。なお、その磁力を使用しSPRITSへの電波妨害工作も行っている。
岩石大首領
ショッカーからデルザー軍団までの組織を支配していた存在だが、実は大首領JUDOが操っていた尖兵（自律プログラムの一体）。岩石の巨人の姿をしているが、頭部に存在する脳に一つ目が付いた姿の怪生物が本体（コア）。
マシーン大元帥に率いられて出現し、その後は大首領JUDOの指揮で行動する。

#### ネオショッカー
スカイライダーと戦った組織。北海道に出現。札幌市で次々と人間を捕らえてアリコマンドに仕立て上げる作戦を行っていたが、ZX、スカイライダー、村上千弘の活躍によって壊滅した。テレビシリーズでの指揮系統の頂点であったネオショッカー大首領は、他の再生幹部と同等の扱いとなっている。また、ネオショッカーの飛行能力のある怪人軍団の群れの中にネオショッカー怪人ではないサドンダスが紛れている。
ゼネラルモンスター / ヤモリジン
ネオショッカー日本支部初代大幹部。札幌市内で暴れた際、村雨にBADANへ戻ることを勧告した。アリコマンドに人間を捕獲させ、捕らえた人間を洗脳して新たなアリコマンドにしていた。最期は魔神提督と共に、ZXとスカイライダーの連携技「ライダーダブルシュート」の前に敗れる。
魔神提督
ネオショッカー日本支部二代目大幹部。摩周湖にて、スカイライダー相手に飛行怪人勢を率いて持久戦に持ち込む。テレビ版の指先の機銃を撃った他、剣から衝撃波を放った。最期はヤモリジン共々、ZXとスカイライダーの連携技「ライダーダブルシュート」の前に敗れる。
ネオショッカー大首領
ネオショッカーの首領たる宇宙生物。かつて大首領JUDOと共に太古の地球に飛来した過去を持つ。ZXを送り出した後のスカイライダーの前に現れ対決するが、弱点の右足の裏を攻撃されて敗れた。

#### ドグマ王国
仮面ライダースーパー1と戦った組織。東北地方に出現。黒いピラミッド登場の際にメガール将軍（死神バッファロー）が描かれ、その後帝王テラーマクロ（カイザーグロウ）も姿を見せている。最終的にバダンシンドロームを克服したスーパー1の活躍で壊滅した。
帝王テラーマクロ / 黒沼外鬼 / カイザーグロウ
ドグマ王国の支配者であると同時に玄海の兄弟弟子にして赤心少林拳黒沼流総帥。
悪魔元帥に沖一也と赤心少林拳のことを語った後、黒沼外鬼となって赤心寺に出現し、サタンホークを「黒沼流鉄指嘴（てっしすい）」で倒し、その様子に油断して近付いた義経の胸を貫き、本性であるテラーマクロの姿を現す。青森市街地での戦いにて、サタンスネークと一心同体の怪人と化した。
「毒の牙と翼の融合」怪人（サタンスネークとカイザーグロウの合体怪人）
『新』24〜25話に登場。スーパー1とZXが竜と戦っている一方、スカイライダーと戦っていたカイザーグロウと、Xライダーと戦っていた悪魔元帥がサタンスネークに変身し、合体した姿。鳴き声は「ジャカァ」「ジャカカカァ」。カイザーグロウの飛行能力とサタンスネークの8つの蛇の牙で2人を苦戦させた。その後、2人が見守る中、スーパー1と対峙。カイザークロウの左足のミサイルでスーパー1を狙撃し、8つの牙で襲いかかったところ、Vハンドによる梅花で蛇の頭を全て破壊され、カイザーグロウの嘴で変身が解除されかけた一也を襲う。桜花で嘴を両断され、カイザーグロウの不死身の能力で再生するが、ハルミから弱点を教えられた目黒の狙撃で肩の鴉が離れ、一也の重力波で動きを止められ、不死身の血を受けていない肩の鴉の足跡に「スーパーライダー梅花二段蹴り」を撃ち込まれたことで爆死した。
メガール将軍 / 死神バッファロー
ドグマ王国の大幹部。惑星開発用改造人間第1号。手術の失敗で醜い姿となったが、変身不能の一也より存在意義があると鉄球で攻撃を加えた。その後、青森市街地で変身したスーパー1と対面。スーパー1とZXにドグマ怪人を全滅させられ、『新』25話時点でテラーマクロ親衛隊とともに撤退した。ドグマ鎮圧後も生き延びており、デッドライオンと共にマシーン大元帥たちの復活に立ち会っている。
しばらくはBADANのUFOで待機していたが、阿修羅谷に現れた大首領JUDOを始末するべく、親衛隊と共に暗闇大使によって操られ、UFOを宇宙空間から一気に阿修羅谷に向けて特攻させた。一緒にいたデッドライオンは生存していたが、メガール将軍は親衛隊と共に死亡したと思われる。
地獄谷五人衆（サタンホーク、ヘビンダー、ゾゾンガー、ストロングベアー、クレージータイガー）
元は『劇場版』に登場した怪人たちで、ドグマ王国の精鋭。
サタンホークは一也が青森で目覚めた時に義経の「桜花の型」で頭部を斬り裂かれた後に、ヘビンダーを倒し気を使い切った一也と義経の元に再出現して、黒沼外鬼 / テラーマクロに倒される。ヘビンダーは義経の弟子のうちの禿髪の弟子を殺害し、彼の姿を借りて潜んでいたが、道場で僧兵の証である数珠を首にかけていないことを義経に指摘されて本性を現し、「桜（桜花）と梅（梅花）の狂い咲き」の義経と一也と対峙し倒される。ゾゾンガーは滝でXライダーと対峙、死闘の後、「Xキック」に敗れ去った。ストロングベアーは殺した黒沼流の弟子たちの遺体を黒沼外鬼（テラーマクロ）像に供えていた御堂でスカイライダーと対峙し、「三点ドロップ」で倒される。クレージータイガーは道場を離れ、屋根でZXと対峙し、死闘の末、変身を解いたZX / 良に倒される。戦闘中に「俺の知ってるバダンの虎（タイガーロイド）はもっと強かったぞ」と言い放たれている。サタンホーク以外の4人は義経の弟子を殺し、彼らに化けていた。

#### ジンドグマ
仮面ライダースーパー1と戦った組織。北陸地方に出現。黒いピラミッド登場の際に悪魔元帥と4人の幹部（魔女参謀、幽霊博士、妖怪王女、鬼火司令）が登場。5人とも元々宇宙生命体だが、他の組織のように生前の記憶を持っていない状態で再生されている。4幹部はスーパー1に倒され、残る悪魔元帥（サタンスネーク）は上述の「毒の牙と翼の融合」怪人となった後に敗れたことで、ドグマ王国と同時に壊滅した。
悪魔元帥 / サタンスネーク
ジンドグマ首領。石川県・医王山のスーパー1の前に姿を見せた後、富山県・富山湾に出現して交戦。青森へ移動後はテラーマクロと相対していた。
幽霊博士 / ゴールドゴースト、魔女参謀 / マジョリンガ、妖怪王女 / サタンドール、鬼火司令 / オニビビンバ
石川県・医王山において4幹部の持久戦でスーパー1の機能停止を図り一時は優勢にあったが、オニビビンバの「オニビビンババズーカ砲」の一撃を狙い損ねたところで失敗に終わる。マジョリンガはメンテナンスによってダメージが回復したスーパー1の「赤心拳・諸手打ち」、ゴールドゴーストとサタンドールは視力機能を一時停止し、気配を感じる戦法を心得たスーパー1の「スーパーライダーブレイク」によって粉砕。オニビビンバは一騎討ちとして立ち合い、オニビビンババズーカ砲を仕掛けるも技を見切ったスーパー1に弾かれ、最期は「赤心梅花の拳・正拳突き」の一撃で瞬殺された。
ロボットスーパー1
金沢市に出現。スーパー1に成りすましたが、Xライダーに声紋の劣化（ノイズ）を見破られ（Xライダーが指摘する前に、ハルミもイスギロチンを躊躇なく残酷に首切る戦い方に違和感を持っていたようではあるが）、ジュニアライダー隊メンバーの「チビ」こと石川マサルに襲い掛かるが、Xライダーに阻止される。最後、Xライダーを道連れに自爆しようとしたが、Xライダーは何とか難を逃れている。本家のロボットスーパー1同様に黄色いマフラーを纏っており、登場時にはジュニアライダー隊を信じ込ませるため、赤いマフラーに変色させていたが、Xライダーに見破られマスクを切断されると本来の黄色いマフラーに戻った。テレビ版では怪人コマサンダーの実験台であった。
夜光虫
鬼火司令直属のジンファイターからなる暗殺部隊。身体機能停止の危機に陥っているスーパー1に追い打ちを掛ける。

### 本編以前の登場人物
本編以前を描いた作品（「右腕の記憶」など）の登場人物。本編にも登場する1号や2号、緑川ルリ子は、そこにまとめて書いてあるが、死神博士やヨロイ元帥は、別個体として登場するため、ここに記述しておく。
ヒナウ
『仮面ライダーSPIRITS』第6話に登場。結城とアンリが漂流した際に流れ着いた島に住む少女。祖父と二人で暮らしており、両親は本島に遊びに行った際に亡くなってしまった。結城の持っていたライダーマンのヘルメットを隠しておけば、ずっといてくれると思い、こっそり隠していた。だが、ヨロイ元帥に襲われた際に結城を助けるためにアンリにヘルメットを手渡す。結城が行ってしまう際には笑顔で見送った。
結城に「アイタ・ペアペア」（日本語で「気にしない」の意）という言葉を教え、結城は第6話の終盤でも風見にその言葉を使っている。
第二部第25話で成長した姿が登場。
村枝は結城とヒナウの関係性について、結城を演じた山口豪久の娘である山口貴子の回顧録をリスペクトしたと述べている。
強化ヨロイ元帥
『仮面ライダーSPIRITS』第6話に登場。自身の身の危険を感じたヨロイ元帥が造り出した自らのクローン体。首から下が、巨大なザリガニの怪物と言うべき姿となっており、プルトンロケット爆破後にタヒチの無人島に流れ着いた結城を追っていた。
新組織に入るために、結城の頭脳を持ち帰ろうと企むが、記憶が復活したライダーマンに硬い外骨格をドリルアームの一転集中によって突破され、貫いた穴へのマシンガンアームによる跳弾により倒された。
本編では、元のヨロイ元帥が魂の無い幹部の一人として登場（#再生組織を参照）。
小暮精一郎、石神千絵
『新 仮面ライダーSPIRITS』第1話から登場。テレビ版『仮面ライダー』ではアンチショッカー同盟として登場した。一文字が取材していたショッカーの被害者の遺族で、当初は飄々とした態度だった一文字に不信感を持っていたものの、やがて一文字の行動に心を動かされ、ショッカーに拉致された彼を救出すべく、ルリ子と接触してショッカー基地へ潜入する。その後、千絵はルリ子と共に改造された一文字と出会い、一文字は「命を賭けてショッカーと戦う」と決意する。
早瀬五郎 / サソリ男
本郷の親友でありライバルであったが、本郷を超えるべく自らショッカーの一員になり、改造人間を志願した。再生怪人として復活を果たし、改造人間は破損した部分を修理すれば何度でも甦ると豪語する。また、人間であったころの記憶は意味が無く、自らの証明は毒と鋏みであり再生によってより肉体との同調ができたと豪語するが、本郷によって再び倒された。本郷の対極の存在として語られる。
死神博士
『新 仮面ライダーSPIRITS』におけるライダー2号誕生を描いた番外編で登場。ショッカーの大幹部で、改造人間製作の権威。大首領JUDOの器を作る「偉大なる計画」の立案者であり、仮面ライダー（ひいてはZXボディ）の製作に関わる重要人物。

第二期強化改造人間（ショッカーライダー）
『新 仮面ライダーSPIRITS』第4話から登場。暗黒組織による当時の改造人間の最高の開発技術粋を結集して生み出した最初の集大成である第一期強化改造人間「本郷猛」をプロトタイプとした「偉大なる計画」の過程で生み出された第二期仮面ライダー。

ショッカー首領
『新 仮面ライダーSPIRITS』第1話・第5話で、死神博士と会話する声のみが登場。本作品におけるショッカー首領は、大首領JUDOが自身の人格を元に作り出した自律プログラムという設定。死神博士に「偉大なる計画」を進行させていた。

## 用語
ガモン共和国
作中に登場する架空の国。東南アジアに位置する小国で、隣国からの併合に抗い、ダモン将軍とガモン大佐の働きによって独立戦争の末に建国を勝ち取った。国名は、名誉の戦死を遂げたガモン大佐の功績を讃えて名付けられた。
第1部ではグィン将軍をによる軍事クーデターが勃発、鎮圧に出動した国連軍とゲリラ化した反乱軍の内戦が続いており、多くの犠牲者と戦災孤児を生み出している。
村枝は、舞台設定の理由について戦車と戦う仮面ライダー2号を描きたかったことと、『サイボーグ009』のベトナム戦争編をやりたかったことを挙げている。
ラスト・バタリオン
BADANが長年の遺伝子操作実験の果てに生み出した人工生命体。「終末の軍団」とも呼ばれる異形の生物の群れで、元々は人間たちを喰い散らすために創り出された。理性を持たず、非常に獰猛な性質であるが、同じ遺伝子を持つビクトルにだけは恭順の意を示している。
ムシビト
BADANが唯一制御可能としているラスト・バタリオンの一種。人型のバッタのような姿をしており、鋭い爪と牙を持つ。肉食であるらしく、襲った獲物を骨まで残さず食べてしまう。
沖縄の戦いでは、ビクトルと精神を同調させ、ゼロ大帝や十面鬼と戦うZXを支援した。
デザインのモチーフとなっているのは、仮面ライダーアマゾンの最初期デザイン「ドラゴンライダー」をアレンジしたもの。
サザングロス（要塞）
BADANが誇る巨大なサザエの如き移動要塞。不気味に光る眼と牙の生えた口があり、陸海空はもとより、宇宙空間さえ航行できる特殊な推進力を持つ。内部には、改造素体の培養施設、並列型頭脳、時空破断装置などが存在する。堅牢な外殻で守られているが、部位によっては意外に脆い箇所もある。
実は暗闇大使の肉体そのもので（本人曰く「我が肉体同然」）、ZXに「法螺貝」とも揶揄されている。そのため、内部に侵入者が入り込んだ際には要塞内部の隅々に渡って、正確に敵の位置を把握することが出来る。
暗闇大使はここから再生組織を操って指揮を執っていたが、大首領（ホムンクルス）の出現の影響によって地上に落下を開始する。摩擦熱で燃え尽きる危機に陥り、外に出たシズカの力によって冷却装置を暴走させる形で大気圏突破を図るが、生き延びようとする執念に駆られる暗闇大使の意思によって彼と同化を始める。さらに大首領によって開かれた時空魔法陣を通って一気に東京湾上空に現れ、落下によって齎される大災害を危惧されるが、サザングロスの吐き出す冷気によって東京湾が凍結したことで、落下そのものによる被害は免れた。
村雨邸
良としずかが過ごしていた、湘南海岸にある想い出の邸宅。亡くなった両親が遺したもので、良はブラジルの大学に留学するまで姉と共にここで暮らしていた。敷地や建坪も非常に広く、リビングにはしずかが愛用していたグランドピアノが、ガレージには良の愛車・カタナが残っていた。
物語が進むにつれて、ルミや海堂博士、藤兵衛やルリ子など、仮面ライダーを支援する協力者たちの拠点となっていく。
メモリーキューブ
一条博士が、大首領の支配から良（ZX）を守るために密かに開発していたプロテクトチップ。外見は小さな箱型の物体。
村雨しずかの魂の導きにより、ルミが良のベルトのバックル内部に埋め込んだことで効力を発揮した。後に「虚無の牢獄」における大首領との戦いで、ZXの身体が一瞬砕かれた際に体内から放出されてしまう。
しばらくは大首領が所持し続けていたが、後に「虚無の牢獄」に侵入してきたライダーマンを破った際、大首領が現世における仮の肉体（ホムンクルス）を作り出すべく、その核として利用されてしまう。
虚無の牢獄
ツクヨミが大首領JUDOを幽閉するために作り出した空間。永遠に元の世界へ帰還することが許されない地獄とされ、大首領は「隠り世」と称している。牢獄内の空間は、大首領の意思によって様々な空間に変化することが可能だが、大首領の力を以てしても内部から破壊することは不可能である。
現世とは異なる別次元に閉ざされているが、暗闇大使の捜索によって、現世における月の裏側に存在することが判明する。調査の結果、牢獄を破壊するには核爆発規模の熱量が必要であることが分かり、第3部においてBADANは、再生させたデストロンやGOD機関を使い、牢獄を破壊するための作戦を実行させていた。
BADANが大首領を見限った後は、代わりにデルザー軍団が大首領の解放を目指すことになる。
バダンシンドローム
第2部終盤で、JUDOが見せた竜のビジョンによって発生した精神的ショック状態。日本人の約70%が罹患し、発生から僅か2日で推定34万人の自殺未遂者が出た。JUDOによって人類の祖が竜に対する恐怖と服従のプログラムを植え付けられ繁殖と繁栄を促されていたため、全ての人類がバダンシンドロームの保因者であるが、BADANに連なる一連の組織に免疫がある人々はかかりにくいとされる。当初罹患していなかった人々も、新たに強い恐怖を与えられることで発症し、直接・間接を問わず竜が発する光を浴びることでも発症する。罹患者は常に竜の映像に襲われ、その度に血が逆流して筋肉が激しく収縮、内臓が痙攣して五感が狂う。そのうちに「人間はBADANに殺されるために生まれてきた」と思うようになり死を望みだす。
東北編において、体中の神経組織に隠された恐怖のプログラムを脳へフィードバックさせることで発症することが判明する。
竜
大首領JUDOがバダンシンドロームを引き起こすべく、日本中の人々に送り込んだ破滅のビジョンに現れる巨大な怪物。8つの頭を持ち、東洋の龍のような長い胴体に西洋のドラゴンのような翼が生えている。頭部の外見は、JUDOたちと同じく暗黒星雲より飛来したネオショッカー大首領に酷似している。
作中では上述の破滅のビジョン以外にも、太古の昔にJUDO、ツクヨミ、アマテラスを乗せて実際に地球にやって来た描写が描かれており、またBADANが時空破断装置の別称として竜の名を用いている。
黒いピラミッド
BADANが保有する改造人間プラント。内部には3万体近くの改造素体を保存している他、浮遊して飛行することも可能。第1部では、志郎がエジプトの砂漠で発見しており、第2部では、捕らわれた敬介を救出するべく本郷、一文字、アマゾンがサザングロスに向かった際、サザングロスを囲むように海底に沈む無数のピラミッドを確認している。
第2部終盤以降は、BADANが復活させた再生組織の幹部や怪人たちを乗せて日本各地に襲来し、再生組織の主な拠点として機能している。
バダン・シティ
BADANの有するUFO群で、黒いピラミッドと並ぶBADANの汎用兵力。第1部では、南米・ギアナ高地のテーブルマウンテンを形成するプレートに擬装されており、サザングロスが登場するまではBADANの拠点として使われていた。サザングロス登場後は、サザングロスの周囲を取り囲むように浮遊している。
サタンニウム
かつてデストロンが狙っていた、ウランの数百倍の威力を持つといわれる超放射性元素。本作品では、太古の昔にツクヨミとの戦いで砕け散ったアマテラスの体組織という設定になっている。BADANの下部組織として復活したデストロンは、大首領JUDO復活計画の一つとして、制圧した四国全域から拉致した人々にサタンニウムの採掘を行わせていた。
RS装置
かつて、GOD機関に荷担させられていた南原光一博士が開発したエネルギー物質変換装置。使い方によっては、火薬やプルトニウムが無くとも核爆発を引き起こせる悪魔の兵器となる。過去にGOD機関はこの装置を悪用しようと企み、その設計図を巡ってXライダーと争奪戦を繰り広げたが、本作品では予め起動信号を待つだけの基本装置がキングダーク2号機に搭載されていた。
呪ステーション
神啓太郎の神ステーションに相当する、呪博士の生前の意識を記録した施設。呪博士だけでなく、神教授や南原博士など、GOD機関に関係した科学者の意識も記録されている。外見はパルテノン神殿を思わせる古代ギリシャ風の建物。いくつものパーツに分割されることで、記録されている情報（暗闇大使の傀儡のアポロガイスト曰く「GODの呪われし知恵」）がキングダークにインストールされるようになっている。
時空破断装置
無限に等しい時空を切り結び、「虚無の牢獄」から大首領JUDOを復活させる法具。BADANはこの装置を「竜」と呼んでいる。
時空破断システムの核は、世界中の科学者の無数の脳髄を直結させたデータベースであり、繋ぎ合わせることで一瞬で思想や論争をぶつけ合い合理的思考を導き出す、並列型頭脳となっている。思考のために脳、外部から情報や刺激を得るため眼球（涙を流しており、眼球保護のため涙腺も移植されている模様、目蓋は切除されているために閉じることはできない）とコミュニケーションのため口（唇などの外口部は切除され、歯茎と舌部のみが残されている）が移植され、外耳などは無いが、聴覚はある。目より口の方が上に置かれている。なお、優秀な頭脳が知識と閃きだけに働くよう自分たちが人間であることを忘れさせられており、兵器などの道徳・倫理面を排除した討論をさせられ、「痛み」によって自我を取り戻させられた伊藤博士は幻肢痛を訴え、自らの死ではなく破壊を望む、そんな科学者たちの姿に結城は怒りを覚えていた。
作中では、時空破断装置を使うことでBADANの竜の動きを操ることが可能な様子が描かれている。北陸地方に竜が出現した際には、結城がコントロールアームを接続することで竜の動きを制御し、東北へ一気に転移させている。だが、装置を使う際には核となっている科学者たちの脳の大多数を死に至らしめることになる。
後に大首領JUDOの打倒のため、別次元に存在する「虚無の牢獄」へ侵入するべく、結城の意識のみをエネルギー体へと変換させるために利用される。ライダーマンに変身した結城は、コントロールアームを時空破断装置に接続し、エネルギー体となった意識を大首領の元に送ることに成功。大首領に戦いを挑み、エネルギー体の竜（ドラゴンアーム）を用いて奮戦するが敗北してしまい、さらにコントロールアームが大首領（ホムンクルス）の核となって結城の右腕から分離したことで、同時に装置の核となっていた科学者たちの脳は全て破壊され、時空破断装置も機能を停止した。
赤心少林拳黒沼流
赤心少林拳自体は、『スーパー1』にも登場する用語であるが、こちらは黒沼外鬼を総帥とする殺人拳。本作品では、赤心少林拳は樹海大師を祖とし、その弟子である黒沼外鬼と玄海老師とがそれぞれ赤心少林拳を受け継いだという設定となっている。
阿修羅谷
サザングロスの吐き出す冷気によって、東京湾が凍り付いて形成された場所。深い谷と針山のような氷壁で覆われており、BADANの根城となっている。
元ネタは『10号誕生!』に登場するバダンの本拠地がある地名。
ABSシステム
カール・ロートリンゲンと緑川ルリ子が、バダンシンドロームを駆逐するために共に開発していたシステム。「ABS」は「アンチバダンシンドローム」の略称。
オペレーション・ライダーシンドローム
バダンシンドロームの除去および、BADAN・デルザー軍団の打倒を目的とした作戦。作戦名は緑川ルリ子が名付けた。

## 書誌情報

### コミックス
第2部以降のサブタイトルは連載時には存在せず、単行本化の際に付けられている。また、第2部第二話が作者急病のために2回に分けて掲載されて以降、単行本での各話の区切りが掲載時と異なることが数回ある。なお、第3部第四十六話は描き下ろし（正確にはマガジンZ未掲載分）である。
『新』の3巻からは通常版に加えて過去の話のカラーライズド・バージョンが同梱された特装版が同時発売される。
- 石ノ森章太郎（原作）、村枝賢一（漫画） 『仮面ライダーSPIRITS』 講談社〈マガジンZKC〉、全16巻
  1. 2001年4月20日発売[22]、ISBN 4-06-349054-8
  2. 2001年10月20日発売[23]、ISBN 4-06-349073-4
  3. 2002年6月17日発売[24]、ISBN 4-06-349096-3
  4. 2003年2月4日発売[25]、ISBN 4-06-349117-X
  5. 2003年9月19日発売[26]、ISBN 4-06-349144-7
  6. 2004年5月2日発売[27]、ISBN 4-06-349168-4
  7. 2005年2月22日発売[28]、ISBN 4-06-349195-1
  8. 2005年9月18日発売[29]、ISBN 4-06-349219-2 / 2005年9月21日発売[30]、ISBN 4-06-362047-6（特別限定版）
  9. 2006年5月23日発売[31]、ISBN 4-06-349244-3
  10. 2006年8月23日発売[32]、ISBN 4-06-349255-9
  11. 2006年11月22日発売[33]、ISBN 4-06-349265-6
  12. 2007年4月23日発売[34]、ISBN 978-4-06-349282-8
  13. 2007年9月21日発売[35]、ISBN 978-4-06-349309-2
  14. 2008年4月23日発売[36]、ISBN 978-4-06-349354-2
  15. 2008年12月22日発売[37]、ISBN 978-4-06-349398-6
  16. 2009年4月23日発売[38]、ISBN 978-4-06-349426-6
- 石ノ森章太郎（原作）、村枝賢一（漫画） 『新 仮面ライダーSPIRITS』 講談社〈講談社コミックス月刊マガジン〉、既刊41巻（2025年6月17日発売）
  1. 2009年11月17日発売[39]、ISBN 978-4-06-375832-0
  2. 2010年4月16日発売[40]、ISBN 978-4-06-375902-0
  3. 2010年9月17日発売[41][42]、ISBN 978-4-06-375983-9 / ISBN 978-4-06-362173-0（特装版）
  4. 2011年4月15日発売[43][44]、ISBN 978-4-06-376028-6 / ISBN 978-4-06-362189-1（特装版）
  5. 2011年11月17日発売[45][46]、ISBN 978-4-06-376144-3 / ISBN 978-4-06-362196-9（特装版）
  6. 2012年4月17日発売[47][48]、ISBN 978-4-06-376625-7 / ISBN 978-4-06-362209-6（特装版）
  7. 2012年11月16日発売[49][50]、ISBN 978-4-06-376728-5 / ISBN 978-4-06-362235-5（特装版）
  8. 2013年8月16日発売[51][52]、ISBN 978-4-06-376890-9 / ISBN 978-4-06-362258-4（特装版）
  9. 2014年5月16日発売[53][54]、ISBN 978-4-06-376983-8 / ISBN 978-4-06-362272-0（特装版）
  10. 2014年11月17日発売[55][56]、ISBN 978-4-06-377085-8 / ISBN 978-4-06-362282-9（特装版）
  11. 2015年5月15日発売[57][58]、ISBN 978-4-06-377172-5 / ISBN 978-4-06-362293-5（特装版）
  12. 2015年10月16日発売[59][60]、ISBN 978-4-06-377313-2 / ISBN 978-4-06-362304-8（特装版）
  13. 2016年5月17日発売[61][62]、ISBN 978-4-06-377462-7 / ISBN 978-4-06-362327-7（特装版）
  14. 2016年10月17日発売[63][64]、ISBN 978-4-06-393052-8 / ISBN 978-4-06-362341-3（特装版）
  15. 2017年3月17日発売[65][66]、ISBN 978-4-06-393167-9 / ISBN 978-4-06-362350-5（特装版）
  16. 2017年8月17日発売[67][68]、ISBN 978-4-06-393251-5 / ISBN 978-4-06-362377-2（特装版）
  17. 2017年12月15日発売[69][70]、ISBN 978-4-06-510647-1 / ISBN 978-4-06-510648-8（特装版）
  18. 2018年6月15日発売[71][72]、ISBN 978-4-06-511732-3 / ISBN 978-4-06-511731-6（特装版）
  19. 2018年10月17日発売[73][74]、ISBN 978-4-06-513465-8 / ISBN 978-4-06-513466-5（特装版）
  20. 2019年1月17日発売[75][76]、ISBN 978-4-06-514348-3 / ISBN 978-4-06-514349-0（特装版）
  21. 2019年4月17日発売[77][78]、ISBN 978-4-06-515254-6 / ISBN 978-4-06-515255-3（特装版）
  22. 2019年7月17日発売[79][80]、ISBN 978-4-06-516435-8 / ISBN 978-4-06-516436-5（特装版）
  23. 2019年10月17日発売[81][82]、ISBN 978-4-06-517375-6 / ISBN 978-4-06-517376-3（特装版）
  24. 2020年1月17日発売[83][84]、ISBN 978-4-06-518304-5 / ISBN 978-4-06-518305-2（特装版）
  25. 2020年4月16日発売[85][86]、ISBN 978-4-06-519296-2 / ISBN 978-4-06-519295-5（特装版）
  26. 2020年7月17日発売[87][88]、ISBN 978-4-06-520229-6 / ISBN 978-4-06-520227-2（特装版）
  27. 2020年11月17日発売[89][90]、ISBN 978-4-06-521419-0 / ISBN 978-4-06-521418-3（特装版）
  28. 2021年3月17日発売[91][92]、ISBN 978-4-06-521996-6 / ISBN 978-4-06-521997-3（特装版）
  29. 2021年8月17日発売[93][94]、ISBN 978-4-06-524179-0 / ISBN 978-4-06-524181-3（特装版）
  30. 2021年12月16日発売[95][96]、ISBN 978-4-06-526365-5 / ISBN 978-4-06-526520-8（特装版）
  31. 2022年4月15日発売[97][98]、ISBN 978-4-06-527608-2 / ISBN 978-4-06-527609-9（特装版）
  32. 2022年8月17日発売[99][100]、ISBN 978-4-06-528961-7 / ISBN 978-4-06-528962-4（特装版）
  33. 2022年11月16日発売[101][102]、ISBN 978-4-06-529971-5 / ISBN 978-4-06-529970-8（特装版）
  34. 2023年3月16日発売[103][104]、ISBN 978-4-06-531109-7 / ISBN 978-4-06-531108-0（特装版）
  35. 2023年6月15日発売[105][106]、ISBN 978-4-06-531989-5 / ISBN 978-4-06-531990-1（特装版）
  36. 2023年10月17日発売[107][108]、ISBN 978-4-06-533424-9 / ISBN 978-4-06-533426-3（特装版）
  37. 2024年1月17日発売[109][110]、ISBN 978-4-06-534822-2 / ISBN 978-4-06-534823-9（特装版）
  38. 2024年5月16日発売[111][112]、ISBN 978-4-06-535111-6 / ISBN 978-4-06-535114-7（特装版）
  39. 2024年10月17日発売[113][114]、ISBN 978-4-06-537217-3 / ISBN 978-4-06-537218-0（特装版）
  40. 2025年2月17日発売[115][116]、ISBN 978-4-06-538455-8 / ISBN 978-4-06-538456-5（特装版）
  41. 2025年6月17日発売[117][118]、ISBN 978-4-06-539855-5 / ISBN 978-4-06-539856-2（特装版）

### 公式ファンブック
- 石森章太郎プロ・村枝賢一（監修）、講談社〈KCデラックス〉
  - 『仮面ライダーSPIRITS〜受け継がれる魂〜』 2002年6月17日発売[119]、ISBN 4-06-334551-3
  - 『仮面ライダーSPIRITS〜受け継がれる魂II〜』 2003年9月29日発売[120]、ISBN 4-06-334771-0

### 公式ガイド
- 石ノ森章太郎（原作）、村枝賢一（漫画）『仮面ライダーSPIRITS 超絶黙示録』 講談社〈KCデラックス〉、2010年1月15日発売[121]、ISBN 978-4-06-375822-1

### 画集
- 石ノ森章太郎（原作）、村枝賢一（漫画）、講談社
  - 『仮面ライダーSPIRITS画集 改造人間』 2012年12月1日発売[122]、ISBN 978-4-06-364905-5
  - 『仮面ライダーSPIRITS第2画集 改造人間 再』 2019年10月17日発売[123]、ISBN 978-4-06-517374-9

### 講談社プラチナコミックス (KPC)
- 東日本大震災復興支援版『仮面ライダーSPIRITS THE BEGINNINGS』 2011年8月3日発売[124]、ISBN 978-4-06-374920-5
  - この本での村枝の印税はすべて東日本大震災復興支援の義援金として寄付された。
- 『仮面ライダーSPIRITS 9つの魂編』 2015年5月20日発売[125]、ISBN 978-4-06-385687-3
- 『仮面ライダーSPIRITS Forget Memories（1）白い記憶編』 2015年6月17日発売[126]、ISBN 978-4-06-385712-2
- 『仮面ライダーSPIRITS Forget Memories（2）黒い憎しみ編』 2015年7月15日発売[127]、ISBN 978-4-06-385716-0
- 『仮面ライダーSPIRITS アマゾン友情の牙編』 2017年6月28日発売[128]、ISBN 978-4-06-386181-5